# Épône
Vous lisez un « bon article » labellisé en 2007.
Épône est une commune française située dans le département des Yvelines en région Île-de-France. Elle est située le long de la Seine sur sa rive gauche à 45 km à l'ouest de Paris.
Ses habitants sont appelés les Épônois.

## Géographie

### Localisation
Située dans le nord-ouest du département des Yvelines, au confluent de la Mauldre et de la Seine, la commune d'Épône se trouve dans le Mantois, à environ 10 kilomètres à l'est de Mantes-la-Jolie et 36 kilomètres au nord-ouest de Versailles.
Épône est la ville-centre (avec Mézières-sur-Seine et Maule) d’une agglomération de plus de 20 000 habitants, l'unité urbaine d'Épône.

### Communes limitrophes
Les communes limitrophes sont Gargenville au nord (rive droite de la Seine), à l'est Aubergenville, Nézel et La Falaise, au sud-est Maule, au sud-ouest Jumeauville et Goussonville et à l'ouest Mézières-sur-Seine.

### Géologie et relief
Son territoire, relativement étendu, couvre 1 300 hectares (plus que la moyenne des Yvelines de 872 hectares). Il se compose de trois parties :
- au sud, la zone des plateaux limoneux, de 130 à 140 mètres d'altitude, consacrée essentiellement à la culture de céréales et protéagineux ; on y trouve le hameau de Vélannes ;
- au nord, la basse vallée alluviale, de 20 à 25 mètres d'altitude, correspond au lit majeur de la Seine et pour partie à celui de la Mauldre ; la zone est consacrée à l'agriculture, en partie irriguée (notamment des cultures maraîchères) mais accueille aussi des entrepôts, des petites entreprises et des commerces) ainsi que les grandes voies de communication ; on y trouve des zones d'habitat autour de la gare et dans le quartier d'Élisabethville.
- entre les deux, à flanc de coteau, autour de l'église du Xe siècle, se trouve la zone d'habitat ancien du vieux bourg qui étend désormais ses lotissements pavillonnaires en direction du hameau de Vélannes.

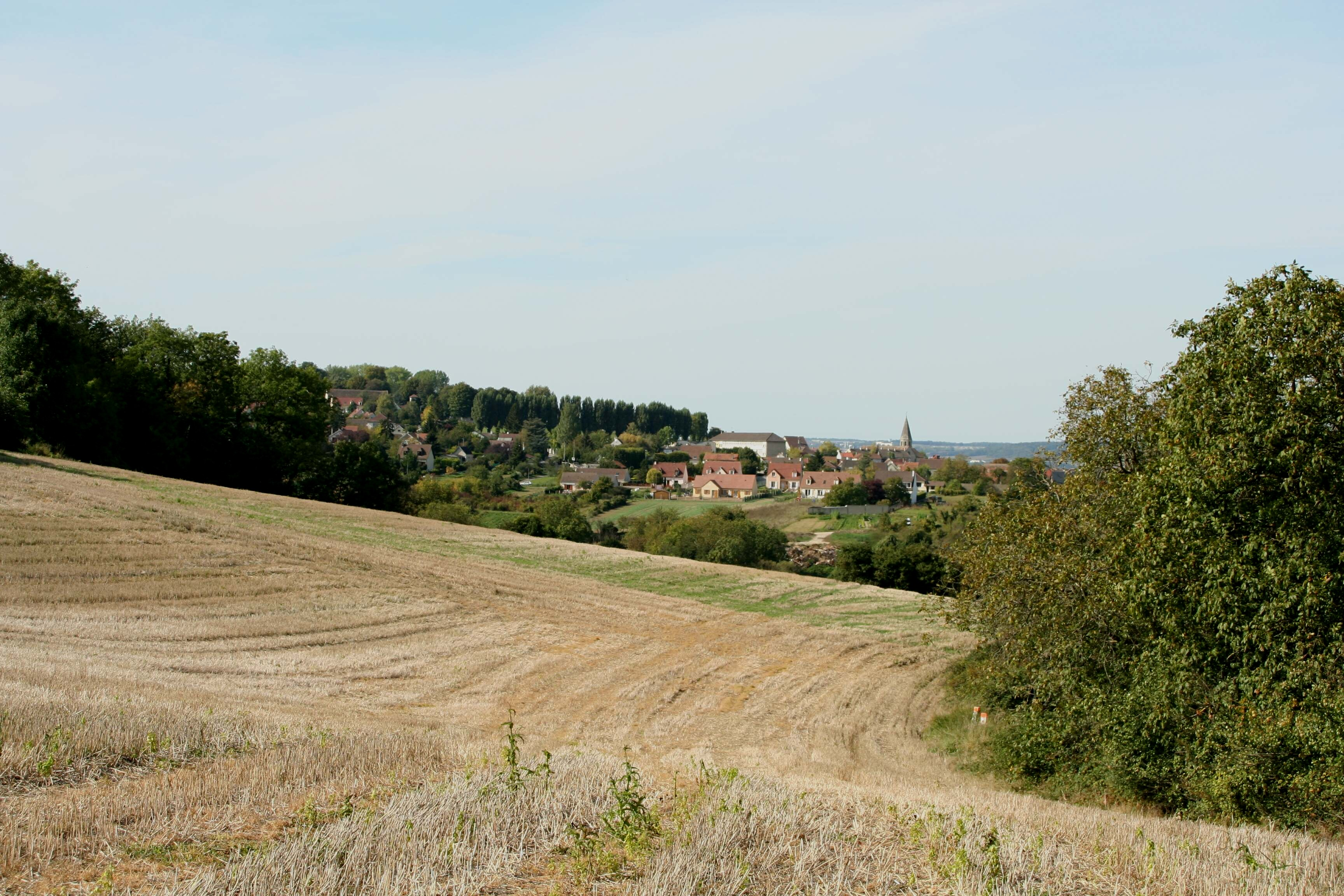
Le bourg à flanc de coteau.
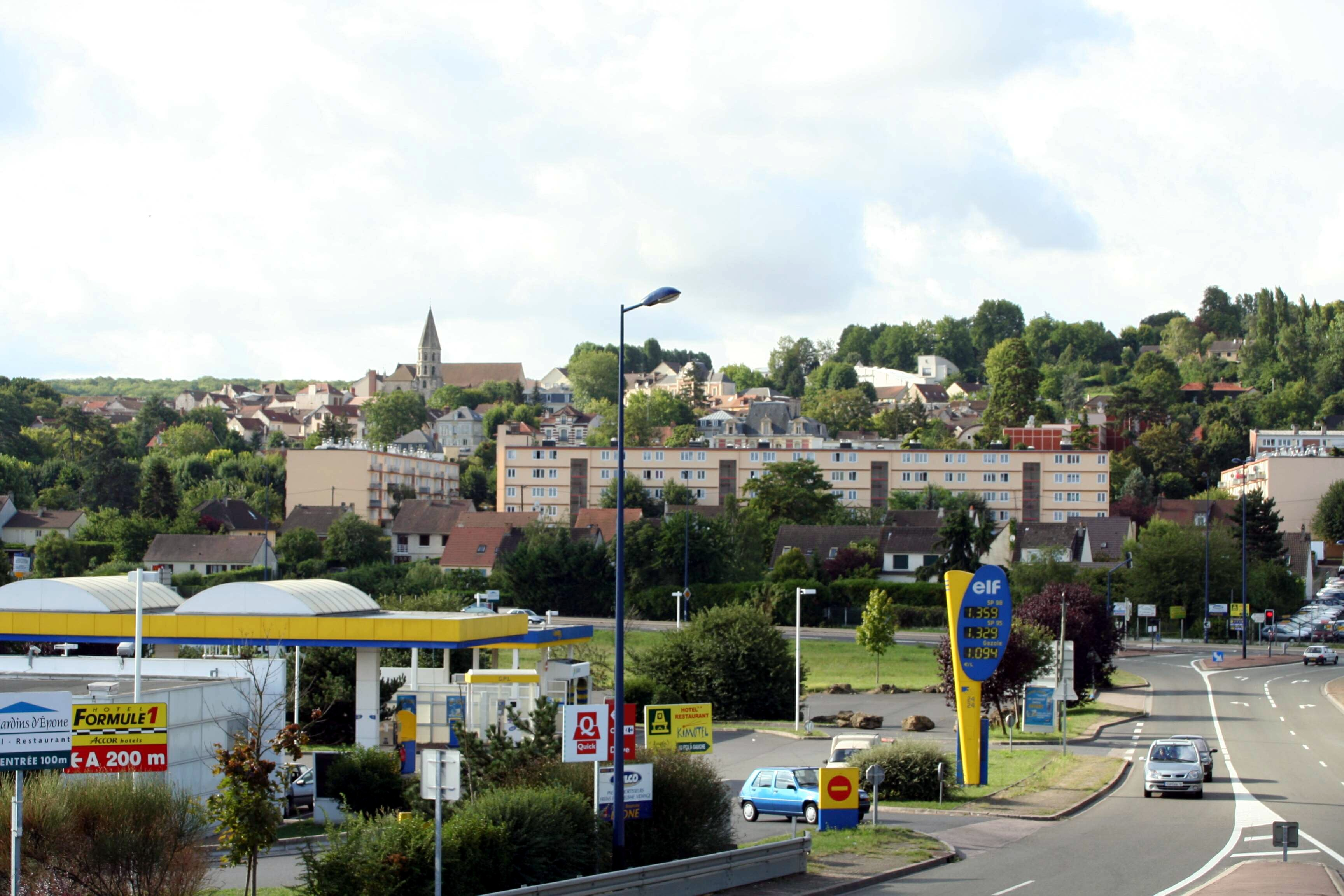
Vue générale depuis le rond-point de l'autoroute.

Le sous-sol d'Épône, comme en Île-de-France, est un empilement de couches sédimentaires de l'ère tertiaire, quasi horizontales (il existe un léger pendage en direction du nord), couches entaillées par les vallées de la Seine et de la Mauldre.
De haut en bas les couches affleurant à Épône, sur les pentes où s'est installé le bourg, sont :
- le limon des plateaux (50 cm à 1 m au sud de Vélannes) formé de dépôts éoliens du quaternaire. Ce limon constitue de riches sols pour l'agriculture ; on y a trouvé fréquemment des silex taillés de l'époque néolithique,
- le calcaire de Champigny du Bartonien supérieur (10 à 12 mètres d'épaisseur à Vélannes),
- le calcaire de Saint-Ouen du Bartonien inférieur surmontant une couche de sable (environ 40 millions d'années),
- le calcaire grossier du Lutétien (environ 80 millions d'années), avec à sa base le « banc vert » de marnes imperméables ; ce calcaire était exploité comme pierre de taille dans une carrière du Val d'Aulnay à 3 km au sud d'Épône,
- une couche de sable (Yprésien supérieur),
- une couche d'argile (Yprésien inférieur) à la côte 100 mètres environ, marquée par la présence de sources anciennes[2],
- la craie blanche à silex du Santonien et du Campanien (70 à 80 millions d'années), qui constitue l'assise géologique du secteur.

Le plateau d'Épône se trouve sur l'axe anticlinal de la Seine, orienté nord-ouest - sud-est, et fait suite aux hauteurs couronnées plus à l'est par les forêts des Alluets et de Marly.
Les vallées sont couvertes d'alluvions récentes, quaternaires, qui ont formé des sols agricoles profonds. Ces alluvions ont été exploitées pour l'exploitation de sables et graviers, notamment lors de la construction de l'autoroute).

### Hydrographie

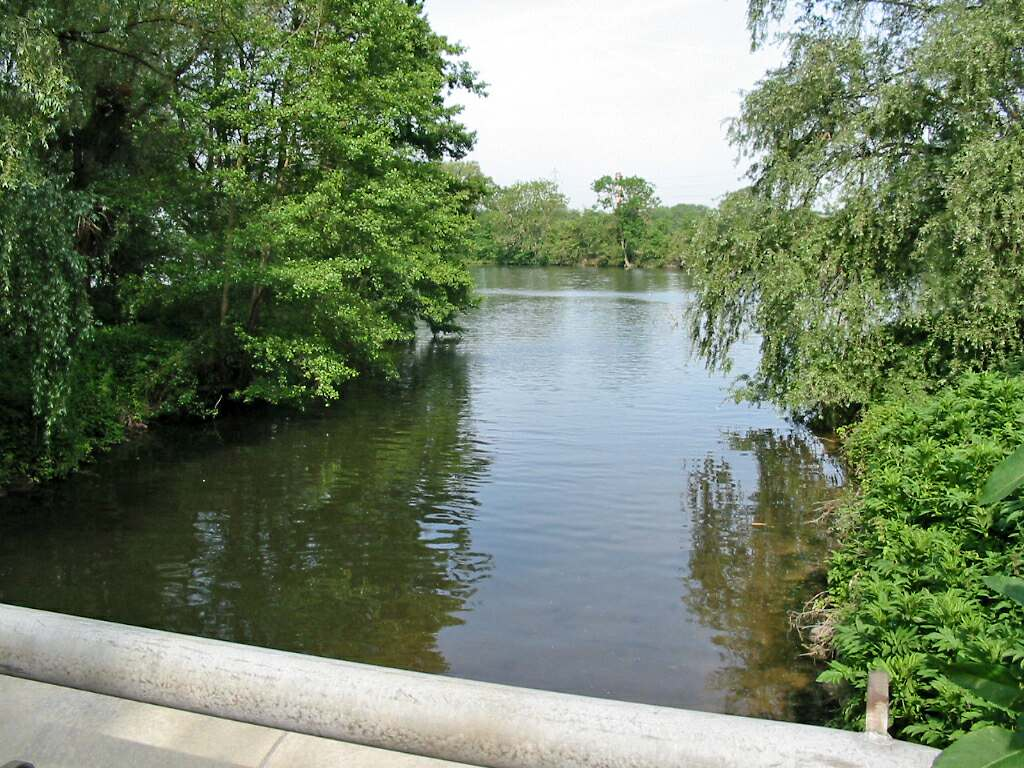
La Mauldre à son embouchure dans la Seine, face à l'île de Rangiport.

Le territoire d'Épône longe la rive gauche (ou sud) de la Seine sur un kilomètre environ. Il s'agit en fait d'un bras, le cours du fleuve étant à cet endroit divisé par l'île de Rangiport, rattachée administrativement à la commune de Gargenville. Il est traversé par le cours sinueux de la Mauldre sur environ quatre kilomètres.
La Seine ne joue pas actuellement, contrairement à certaines périodes du passé, de rôle direct dans la vie de la commune, sinon dans son approvisionnement en eau potable (par des réinjections dans la nappe phréatique). La nappe aquifère des alluvions est incluse dans les champs captants de l'usine d'eau potable d'Aubergenville (exploitée par la société Lyonnaise des eaux). Plusieurs forages se trouvent dans le nord du territoire épônois qui se trouve de ce fait assujetti à un périmètre de protection.
La commune est concernée par les risques d'inondations liés aux crues de la Seine et de la Mauldre. Notamment la zone industrielle et le quartier de la gare se trouvent classés en zone inondable dans le cadre du PPRI (plan de prévention des risques d'inondation) des Yvelines.
Des sources situées à environ 100 mètres d'altitude ont longtemps assuré l'alimentation du bourg en eau potable.

### Climat
Pour des articles plus généraux, voir Climat de l'Île-de-France et Climat des Yvelines.
En 2010, le climat de la commune est de type climat océanique dégradé des plaines du Centre et du Nord, selon une étude du CNRS s'appuyant sur une série de données couvrant la période 1971-2000. En 2020, Météo-France publie une typologie des climats de la France métropolitaine dans laquelle la commune est exposée à un climat océanique et est dans la région climatique Sud-ouest du bassin Parisien, caractérisée par une faible pluviométrie, notamment au printemps (120 à 150 mm) et un hiver froid (3,5 °C).
Pour la période 1971-2000, la température annuelle moyenne est de 11 °C, avec une amplitude thermique annuelle de 14,3 °C. Le cumul annuel moyen de précipitations est de 681 mm, avec 9,8 jours de précipitations en janvier et 7,5 jours en juillet. Pour la période 1991-2020, la température moyenne annuelle observée sur la station météorologique la plus proche, située sur la commune de Maule à 5 km à vol d'oiseau, est de 11,8 °C et le cumul annuel moyen de précipitations est de 677,0 mm,. Pour l'avenir, les paramètres climatiques de la commune estimés pour 2050 selon différents scénarios d'émission de gaz à effet de serre sont consultables sur un site dédié publié par Météo-France en novembre 2022.
| Mois                                  | jan.             | fév.           | mars         | avril         | mai           | juin           | jui.         | août           | sep.            | oct.            | nov.           | déc.           | année      |
| ------------------------------------- | ---------------- | -------------- | ------------ | ------------- | ------------- | -------------- | ------------ | -------------- | --------------- | --------------- | -------------- | -------------- | ---------- |
| Température minimale moyenne (°C)     | 1,7              | 1,3            | 3,1          | 4,9           | 8,5           | 11,6           | 13,4         | 13,1           | 10,1            | 7,7             | 4,4            | 2,1            | 6,8        |
| Température moyenne (°C)              | 4,7              | 5,1            | 8            | 10,8          | 14,4          | 17,7           | 19,8         | 19,5           | 16,1            | 12,2            | 7,8            | 5,1            | 11,8       |
| Température maximale moyenne (°C)     | 7,7              | 8,9            | 12,9         | 16,7          | 20,4          | 23,7           | 26,2         | 26             | 22              | 16,8            | 11,3           | 8              | 16,7       |
| Record de froid (°C) date du record   | −17,2 17.01.1985 | −14,5 07.02.12 | −12 13.03.13 | −5,4 06.04.21 | −2 03.05.1967 | 0,5 05.06.1991 | 5 11.07.1990 | 3,5 28.08.1974 | 0 30.09.18      | −5,2 30.10.1985 | −10 24.11.1998 | −15 31.12.1970 | −17,2 1985 |
| Record de chaleur (°C) date du record | 16 01.01.22      | 21 27.02.19    | 27 31.03.21  | 30 21.04.18   | 33 27.05.05   | 38 27.06.11    | 43 25.07.19  | 41 10.08.03    | 37,5 03.09.1973 | 30,5 01.10.11   | 22,5 01.11.14  | 17 07.12.00    | 43 2019    |
| Précipitations (mm)                   | 57,3             | 49,6           | 50,9         | 46,5          | 65,4          | 56             | 53           | 52,8           | 46              | 65,3            | 61,3           | 72,9           | 677        |

### Milieux naturels et biodiversité
Le biotope du Bout du Monde est une réserve naturelle qui occupe une ancienne gravière abandonnée dans le nord de la commune, près de la Seine. Ce site est géré par le département des Yvelines. La biodiversité dans cette zone est remarquable ; on y recense 226 espèces de plantes, 163 espèces d'oiseaux, dont 110 sont protégées, ainsi que de nombreuses espèces de poissons et batraciens. Cette réserve, gérée par le conseil général des Yvelines, n'est pas ouverte au public de façon à préserver la population d'oiseaux nicheurs. Elle a été classée en ZNIEFF (Zone naturelle d’intérêts écologique faunistique et floristique) et constitue un espace naturel sensible de 48 ha.
Trois espèces de plantes protégées ont été répertoriées dans la commune : l'orobanche pourprée (Orobanche purpurea Jacq.), le polystic à aiguillons (Polystichum aculeatum (L.) Roth) et la zannichellie des marais (Zannichellia palustris L).

## Urbanisme

### Typologie
Au 1er janvier 2024, Épône est catégorisée ceinture urbaine, selon la nouvelle grille communale de densité à sept niveaux définie par l'Insee en 2022.
Elle appartient à l'unité urbaine d'Épône, une agglomération intra-départementale regroupant sept  communes, dont elle est ville-centre,,. Par ailleurs la commune fait partie de l'aire d'attraction de Paris, dont elle est une commune de la couronne,. Cette aire regroupe 1 929 communes,.

### Morphologie urbaine
| Type d'occupation           | Pourcentage | Superficie (en hectares) |
| --------------------------- | ----------- | ------------------------ |
| Espace urbain construit     | 20 %        | 261,35                   |
| Espace urbain non construit | 7 %         | 88,29                    |
| Espace rural                | 74 %        | 983,51                   |

Le territoire de la commune est essentiellement rural (74 %), l'espace urbain construit représentant 20 % du total, soit 261 hectares, dont 56 affectés aux zones d'activités.
L'espace habité se répartit en trois groupes principaux, entre le bourg ancien, le hameau de Vélannes et le quartier d'Élisabethville dans la plaine alluviale. L'urbanisation s'est un peu développée vers l'est de la commune, en lisière du hameau de la Villeneuve (Mézières) et un petit hameau d'une dizaine d'habitations s'est formé au lieu-dit Canada dans la partie sud.

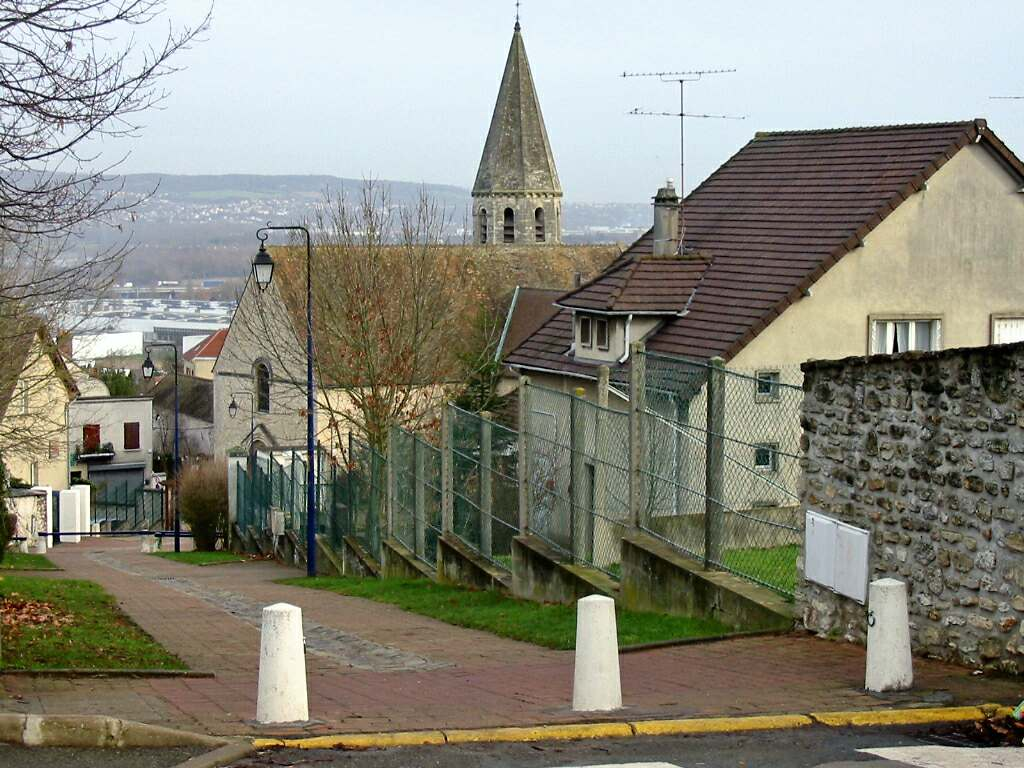
Rue du Pavé.

Épône comprend une partie (1 500 habitants sur 4000 environ) de la cité-jardin d'Élisabethville. Fondée dans les années 1920 et nommée ainsi en l'honneur de la reine des Belges de l'époque, cette cité pavillonnaire, qui s'étend surtout sur la commune voisine d'Aubergenville, vivait par sa plage des bords de Seine, son casino, et son golf 18 trous, qui attiraient les Parisiens en quête d'évasion durant les années folles. Elle a conservé l'une des premières églises en béton armé, construite en 1928 par l'architecte Paul Tournon, et consacrée à sainte Thérèse de L'Enfant-Jésus.
L'habitat est très majoritairement composé de maisons individuelles (environ 75 %), mais compte environ 600 logements en immeubles collectifs, situés dans le centre-ville. Ce sont en majorité des logements sociaux construits dans les années 1960 pour loger les employés de l'usine Renault de Flins toute proche.
Les activités économiques se répartissent autour de la gare, dans la zone industrielle, essentiellement occupée par des entrepôts, située entre l'autoroute et la RD 133, ainsi que dans le secteur du « Poteau d'Épône ».
L'espace rural est essentiellement consacré à l'agriculture mais compte aussi environ 20 % de surfaces boisées, dont le bois Lourdet, près de Vélannes, et le bois de l'Étibot dans la partie sud de la commune. On compte aussi un étang dans la vallée de la Seine près d'Élisabethville, au lieu-dit le Bout du Monde, site d'une ancienne gravière reconvertie en réserve naturelle.

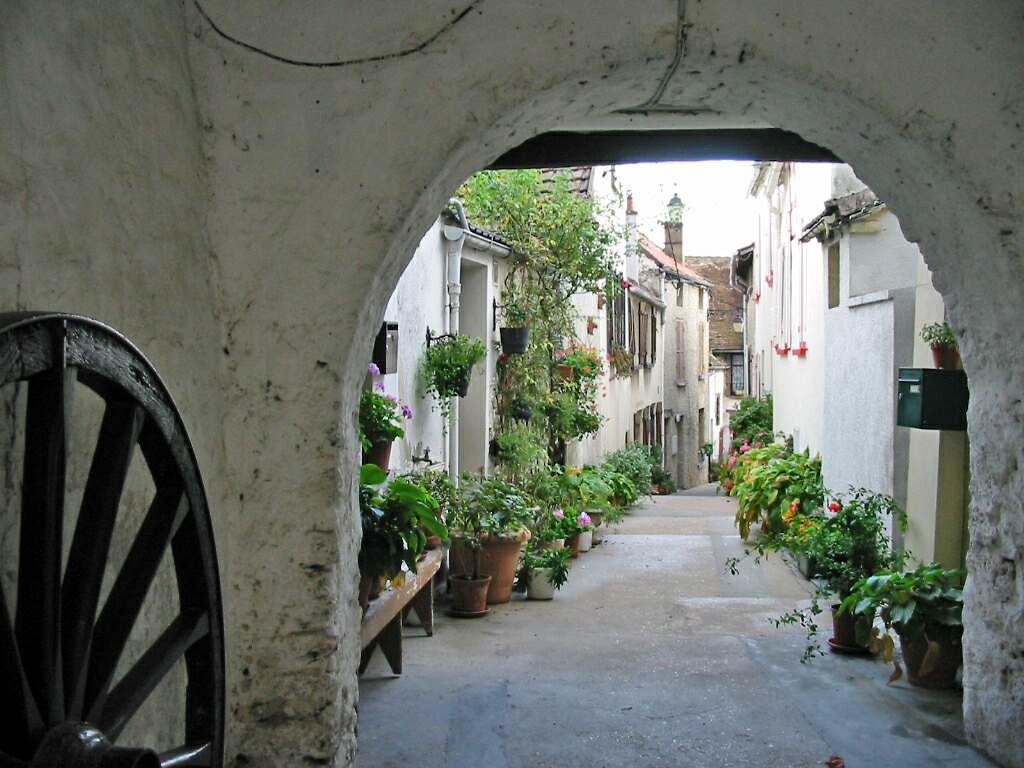
Ruelle fleurie.
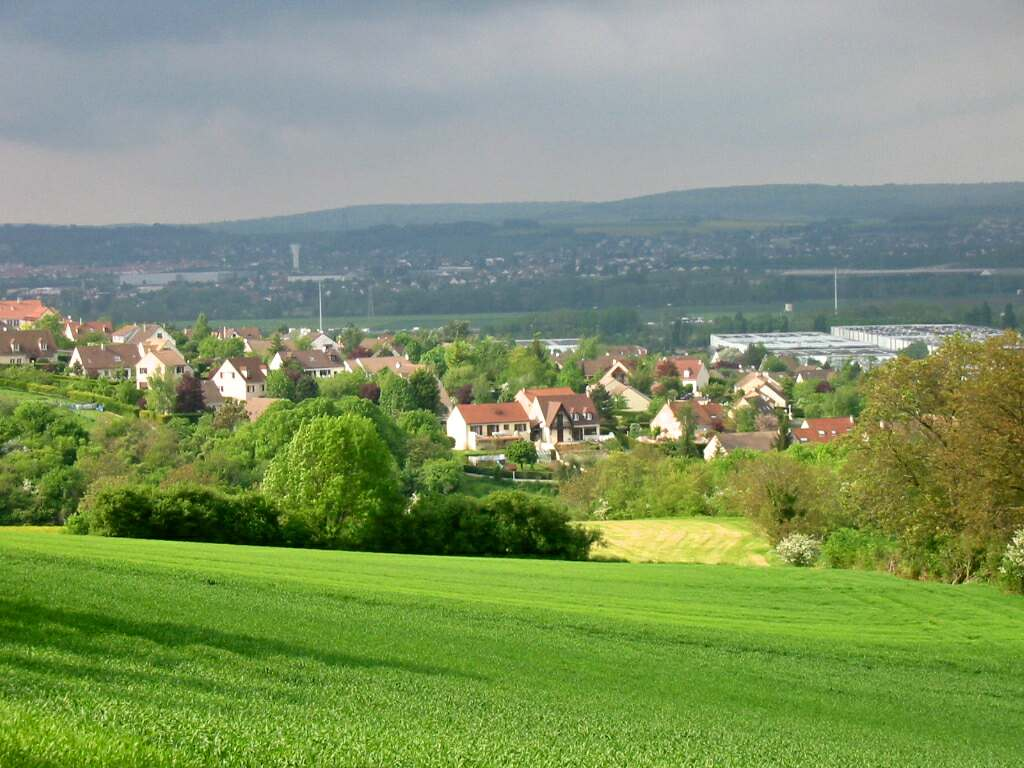
Lotissement « Les Grands Champs ».
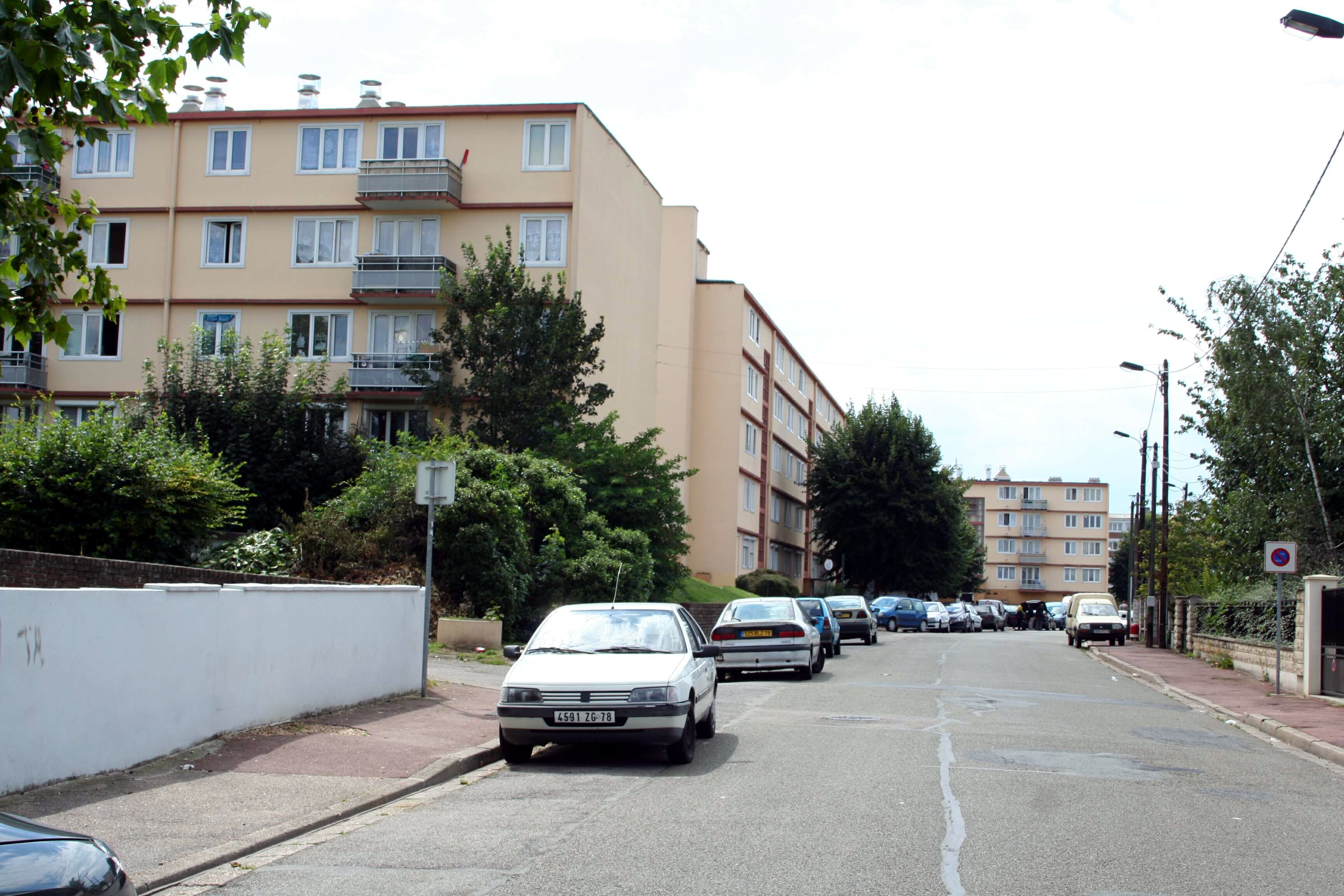
Logements sociaux, rue des Deux-Frères-Laporte.

### Habitat et logement
En 2018, le nombre total de logements dans la commune était de 3 003, alors qu'il était de 2 867 en 2013 et de 2 479 en 2008.
Parmi ces logements, 86,3 % étaient des résidences principales, 8 % des résidences secondaires et 5,6 % des logements vacants. Ces logements étaient pour 63,9 % d'entre eux des maisons individuelles et pour 25,1 % des appartements.
Le tableau ci-dessous présente la typologie des logements à Épône en 2018 en comparaison avec celle des Yvelines et de la France entière. Une caractéristique marquante du parc de logements est ainsi une proportion de résidences secondaires et logements occasionnels (8 %) supérieure à celle du département (2,6 %) mais inférieure à celle de la France entière (9,7 %). Concernant le statut d'occupation de ces logements, 69,1 % des habitants de la commune sont propriétaires de leur logement (70,4 % en 2013), contre 58,6 % pour les Yvelines et 57,5 % pour la France entière.
| Typologie                                               | Épône | Yvelines | France entière |
| ------------------------------------------------------- | ----- | -------- | -------------- |
| Résidences principales (en %)                           | 86,3  | 91,1     | 82,1           |
| Résidences secondaires et logements occasionnels (en %) | 8     | 2,6      | 9,7            |
| Logements vacants (en %)                                | 5,6   | 6,3      | 8,2            |

En 2007, la commune compte environ 16 % de logements sociaux au sens de la loi SRU du 13 décembre 2000. Le conseil municipal réfléchit à une politique du logement aidé pour atteindre à terme 20 % de logements sociaux, bien que la commune, compte tenu de sa taille, ne soit pas soumise à l'obligation de respecter ce seuil.

### Projets d'aménagement
Épône est incluse dans le périmètre de l'opération d'intérêt national Seine-Aval, lancée en 2006, qui vise à relancer le développement de la vallée de la Seine entre Poissy et Bonnières-sur-Seine qui souffre d'une relative désindustrialisation et de certains déséquilibres sociaux, et dont la réalisation est dévolue à l’Établissement public d'aménagement du Mantois Seine-Aval (EPAMSA).
Afin d'accueillir le flux de nouveaux voyageurs et de nouveaux habitants prévu grâce à l'arrivée du RER E en 2024, la ville prévoit de réaménager le quartier de la gare en construisant plus de 200 logements, de nouvelles boutiques, de nouveaux parkings, une nouvelle gare routière...
Epône prévoit également de réaménager son centre-ville, en effet un projet d'envergure est prévu (132 nouveaux logements, 700 m² de nouvelles boutiques, nouveaux parking souterrain,...).
De nombreux programmes immobiliers sont également en cours, tel que "les pavillons de l'Ormeteau" par Kauffman & Broad qui aménage un lotissement de 160 nouvelles maisons à la sortie sud de la commune, en direction du quartier de Velannes ; Nexity qui construit de nouveaux immeubles et nouvelles maisons dans ses programmes "le clos Velannes", "le castel des ligneux" et "la villa des Lys".

### Voies de communication et transports

#### Voies routières

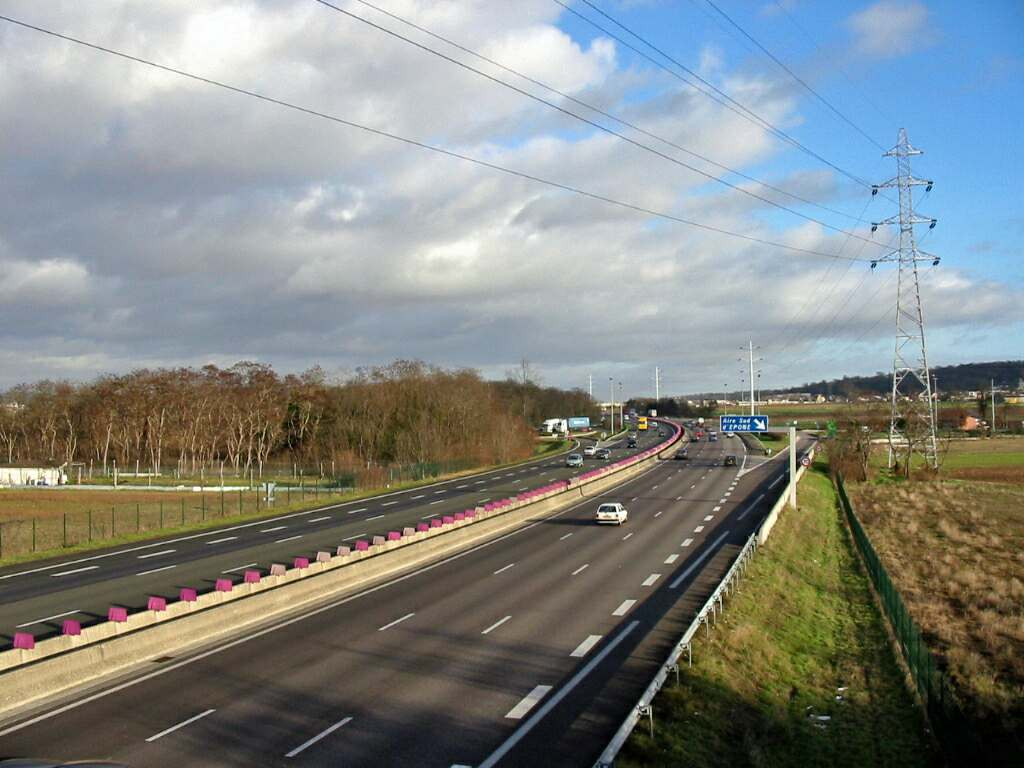
L'autoroute de Normandie à Épône.

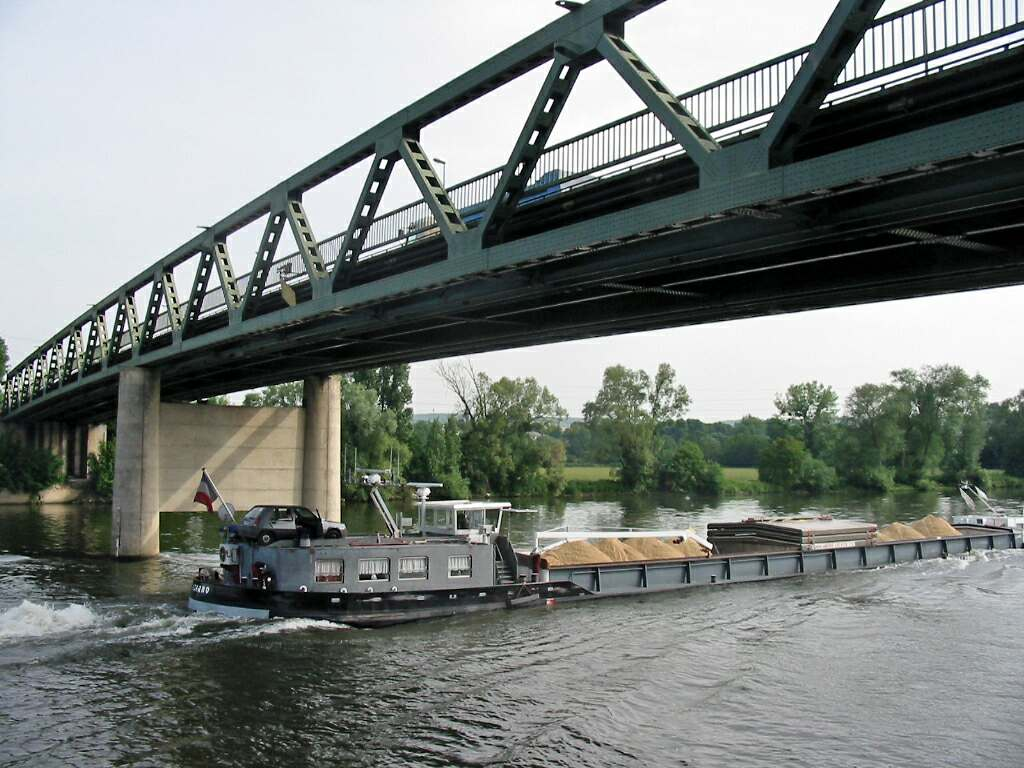
Pont de Rangiport sur la Seine.

Sur le plan routier, la commune est desservie par la départementale no 113, anciennement connue sous le nom de « route de Quarante Sous ». Il s'agit d'un tronçon déclassé de la route nationale 13 Paris-Caen-Cherbourg qui traverse le nord de la commune dans le sens est-ouest. Cette route a été déviée et évite le centre des deux localités d'Épône et de Mézières-sur-Seine. Elle est doublée par l'autoroute de Normandie (A13, tronçon ouvert en 1966) accessible par un échangeur (no 10) situé près de la gare. Une aire de repos se trouve dans la commune (dans chaque sens de circulation).
Dans le sens nord-sud, la route départementale 191 (ex-route nationale 191), qui rejoint Rambouillet vers le sud, débouche sur la RD 113 de la vallée de la Mauldre au lieu-dit « le poteau d'Épône ». Vers le nord, la route départementale D 130 rejoint Gargenville sur l'autre rive de la Seine, franchissant le fleuve par les ponts de Rangiport, reconstruits après-guerre, au droit de l'île du même nom. Cette route se prolonge vers le sud, traversant le centre de Mézières-sur-Seine, rejoignant le sud de la commune vers le hameau Canada.
Deux projets de nouvelles liaisons routières pourraient concerner la commune dans un avenir indéterminé et occuper une partie des terres agricoles de la vallée, ce qui soulève localement l'opposition des agriculteurs et d'une partie de l'opinion. Il s'agit :
- d'une part de la liaison dite F13, devant relier l'autoroute A13 à l'autoroute projetée (C13) entre les pôles de Cergy-Pontoise et Mantes-la-Jolie, qui devrait traverser la Seine entre Gargenville et Épône et se greffer sur l'autoroute par un nouvel échangeur,
- d'autre part de la « voie nouvelle de la vallée de la Mauldre » destinée à relier l'autoroute de Normandie à la nationale 12 au sud.

Ces projets, mis en avant par le conseil général des Yvelines, ont été contestés aussi bien par le conseil régional d'Île-de-France que par la préfecture de région.

#### Voies ferroviaires

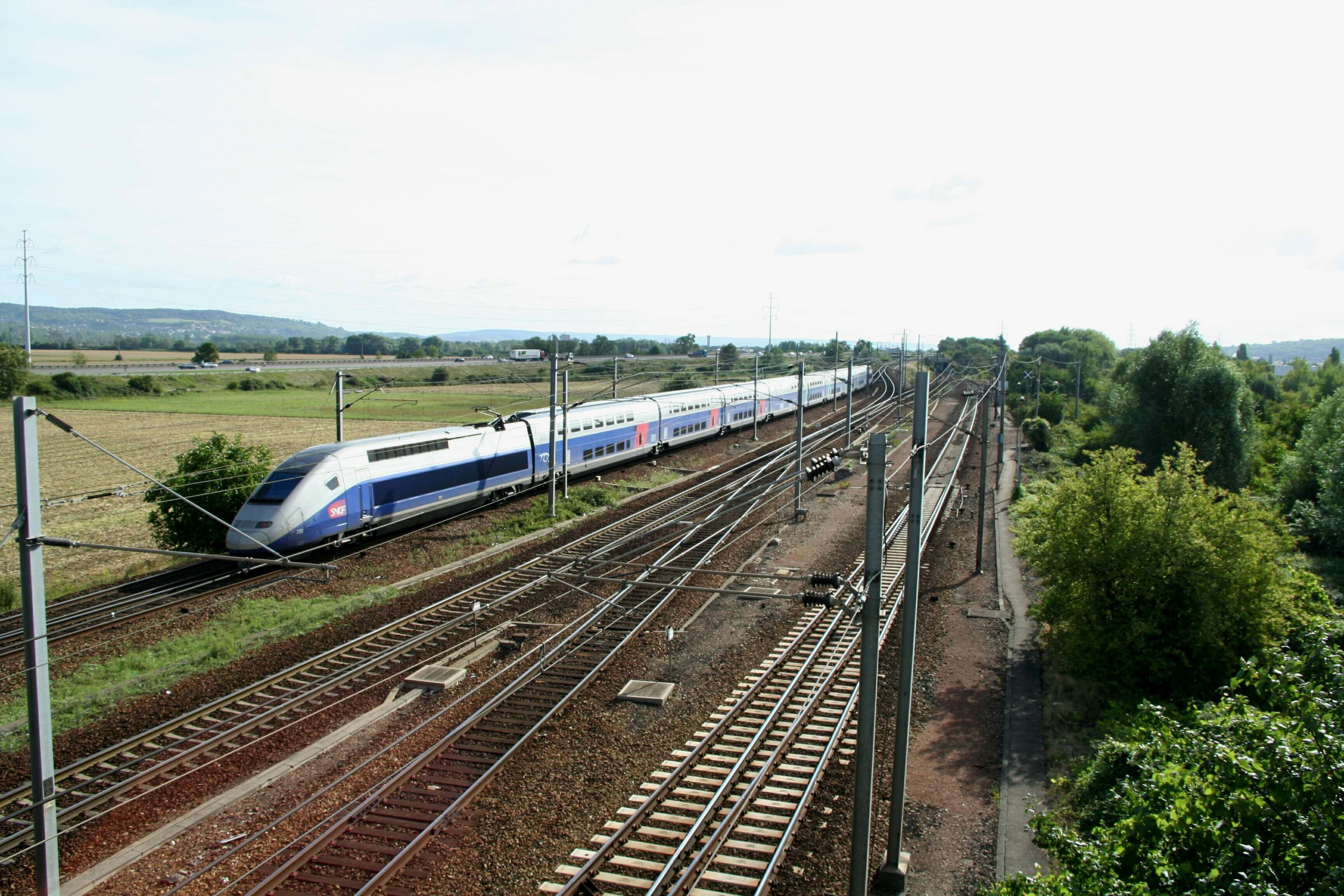
TGV Le Havre-Lyon passant à Épône.

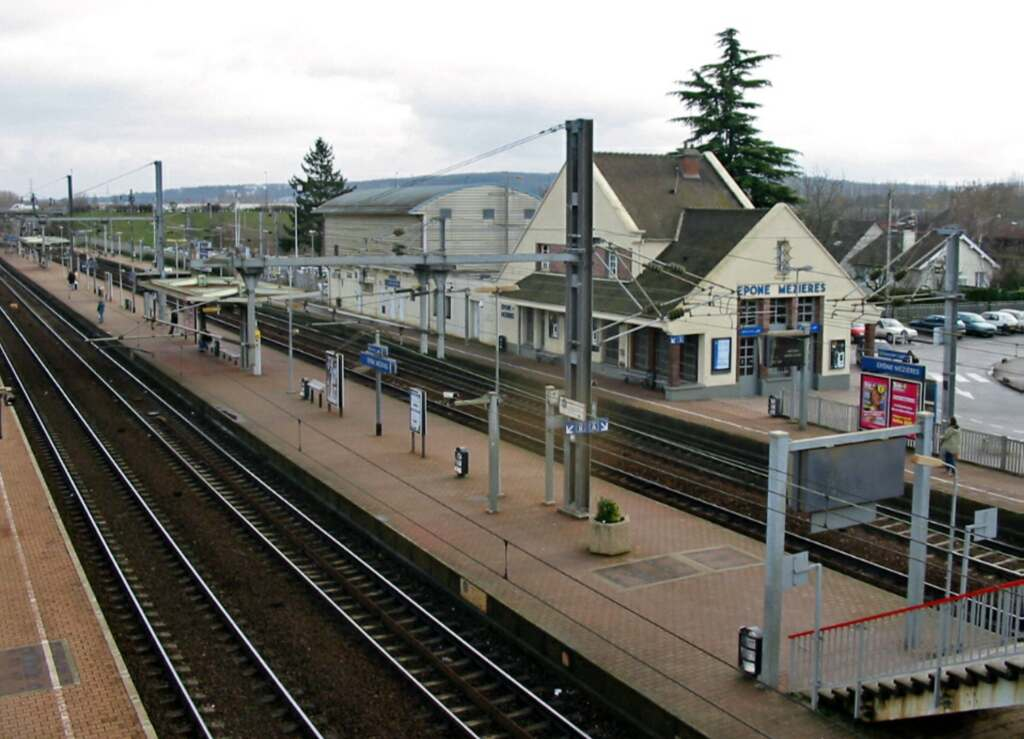
La gare d'Épône - Mézières.

Sur le plan ferroviaire, la commune est traversée d'est en ouest par la ligne Paris-Saint-Lazare - Rouen via Poissy et Mantes-la-Jolie. Une bifurcation en triangle, équipée d'un saut-de-mouton, est greffée à quelques centaines de mètres à l'est de la gare et permet une liaison directe avec Paris-Montparnasse via Versailles-Chantiers par la ligne de la vallée de la Mauldre. Il s'agit dans les deux cas de lignes électrifiées à double voie, toutefois entre Épône et Mantes-la-Ville une troisième voie banalisée a été posée il y a quelques années pour fluidifier le trafic qui mélange trains rapides de grandes lignes et trains plus lents de banlieue ou de marchandises.
La commune est desservie par la gare d'Épône - Mézières, partagée avec la commune voisine (la limite intercommunale passant au niveau de la passerelle qui enjambe les voies). Cette gare n'assure plus qu'un service de voyageurs de banlieue.
Un projet à long terme de « liaison rapide Normandie-Val de Seine » prévoit la création d'une ligne nouvelle entre Épône et Achères qui se débrancherait à l'est de la gare d'Épône -Mézières pour s'inscrire au sud de la ligne actuelle dans le couloir de l'autoroute A13.

#### Oléoduc
La commune est traversée d'est en ouest par un oléoduc de la Trapil le long de la route de La Falaise et de l'autoroute A 13. Il s'agit de canalisations de 20" (50 cm de diamètre) appartenant au réseau LHP (Le Havre-Paris) et assurant le transport d’hydrocarbures liquides (supercarburant, gazole, fioul domestique, kérosène, produits semi-finis).

#### Voies pédestres
Un sentier de grande randonnée, le GR 26, dont le tracé relie Paris à Deauville, traverse la commune dans sa partie sud, dans le bois de l'Étibot. Deux « diverticules » balisés relient ce sentier à la gare d'Épône-Mézières.

#### Transports en commun
Les services ferroviaires sont assurés par le Transilien de la SNCF à l'aide de trains à deux niveaux. Des services directs permettent de rejoindre deux gares de Paris (Saint-Lazare et Montparnasse) et vers l'ouest Mantes-la-Jolie et Vernon. Depuis le service d'hiver 2008-2009, sur les deux lignes vers Paris Saint-Lazare et Paris-Montparnasse, un cadencement des horaires a été mis en place, améliorant nettement la fréquence aux heures creuses. Auparavant la fréquence aux heures de pointe était de trois trains par heure vers Saint-Lazare et d'un train par heure vers Montparnasse, les temps de parcours étant respectivement de 50 et 65 minutes.
La ville d'Epône va être desservie à partir de 2024 par le RER E qui va venir remplacer l'actuelle ligne J du transilien. Cela permettra aux usagers de la gare de se rendre à la gare de Paris-Saint-Lazare plus rapidement et grâce à des trains plus fréquents (4 trains par heure). De plus, le RER E permettra aux éponois de se rendre à La Défense, Porte Maillot, Haussman-Saint-Lazare, Magenta, Rosa Parks, ainsi que l'Est parisien jusqu'à Chelles-Gournay ou Tournan.

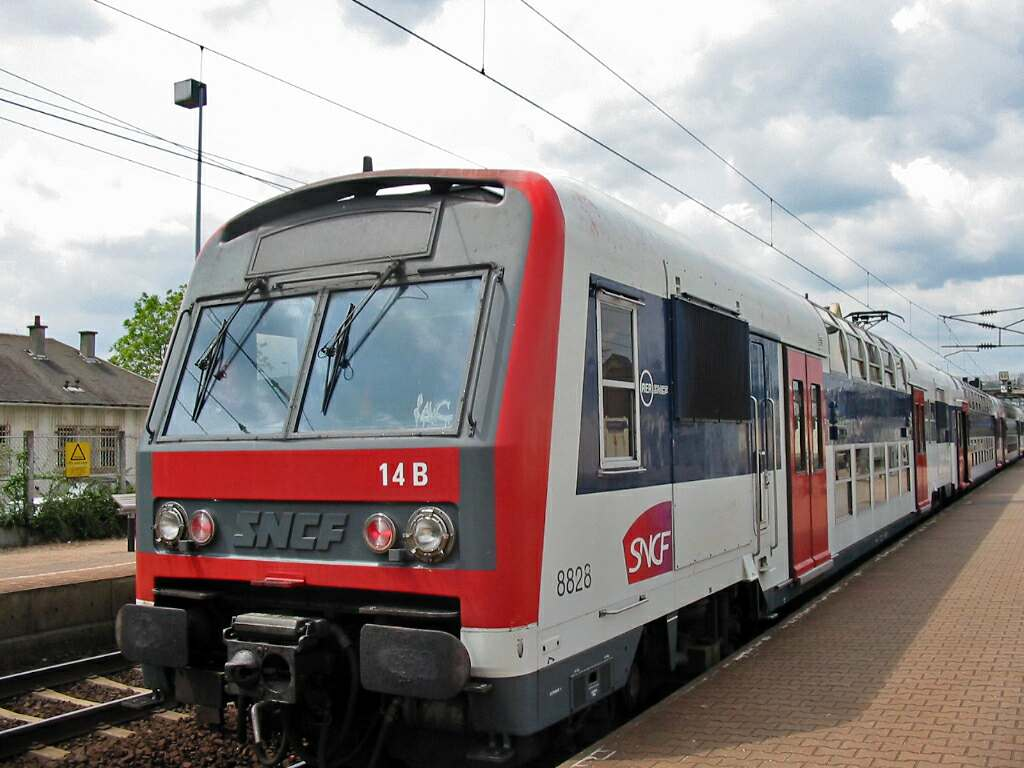
Rame automotrice électrique Z 8800 en gare d'Épône-Mézières.

Plusieurs services de bus urbains assurent en semaine le rabattement des usagers du train depuis les quartiers d'Épône (Vélannes, château) et les communes voisines (Mézières, Goussonville, Boinville, Jumeauville, Issou, Gargenville).Ce rabattement se fait cependant principalement par les voitures particulières, les bus assurant moins de 20 % du trafic selon une enquête réalisée début 2009. Des parcs de stationnement ont dû être aménagés autour de la gare, notamment dans l'ancienne cour des marchandises, et sont largement saturés.
Le quartier d'Élisabethville est desservi par une ligne (ligne 42) du réseau de bus du Mantois assurant le rabattement sur la gare d'Aubergenville - Élisabethville.
Des services de bus interurbains intéressent aussi la commune :
- la ligne 23 du réseau de bus Poissy - Les Mureaux ;
- la ligne 9 du réseau de bus du Mantois ;
- les lignes 511 et 512 du réseau de bus Centre et Sud Yvelines.
- ligne 501 du réseau de bus Île-de-France Ouest.

Une ligne de bus directe vers La Défense, empruntant l'autoroute A14, est envisagée, à l'instar de celle déjà en service au départ de Mantes-la-Jolie.

## Toponymie
Le nom de la localité est attesté sous les formes Spedoteno, alii Spedenoto,, au VIe siècle, Spedonna en 841, Spedonam ac villulam nomine Macerias en 981, en 1075, Speonna villa au XIe siècle, Spedona ad Maldram[Quand ?], Espona[Quand ?], Espone au XIIIe siècle.
Le nom d'« Épône » est issu d'un pré-latin *spedona, de sens obscur et n'aurait, selon Daniel Bricon qui cite l'hypothèse parmi les « serpents de mer » d'Épône, pas de rapport avec Épona, déesse gauloise des chevaux et protectrice des cavaliers. En effet, les formes anciennes du toponyme de type Spedona ne ressemble en rien au nom d'Épona, théonyme basé sur le gaulois epos « cheval ». De manière phonétique, Spedona a régulièrement abouti à Épône par un phénomène d'épenthèse dans le groupe [s] + consonne en gallo-roman, ici le [p], et par amuïssement de la consonne intervocalique [d].

## Histoire

### Préhistoire
Le passé d'Épône remonte à la préhistoire la plus ancienne puisque des vestiges du Paléolithique ont été retrouvés tant dans la basse plaine alluviale que sur le plateau, notamment divers objets en silex du Moustérien.

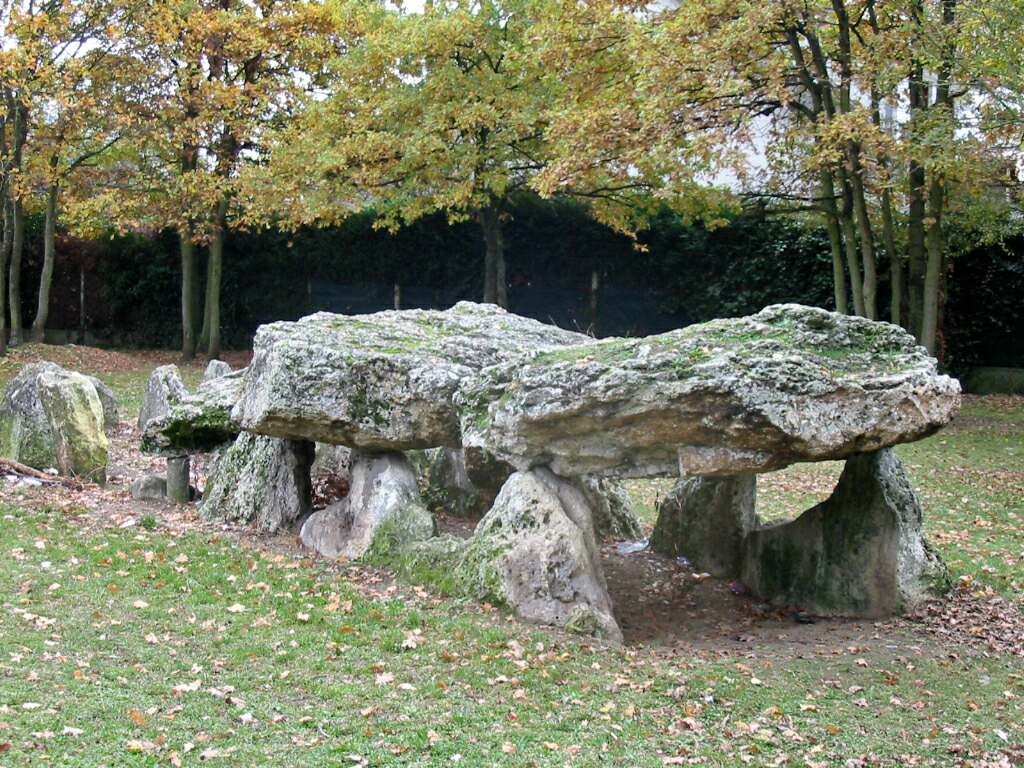
Allée couverte de la Justice (Élisabethville).

Trois sépultures collectives datées du Néolithique, du type allée couverte, ont été découvertes sur le territoire de la commune. Elles ont été rattachées à la civilisation dite « Seine-Oise-Marne ». L'allée couverte de la Justice est encore visible à Élisabethville, celle d'Hérubé fut détruite lors de la construction de la ligne de chemin de fer entre Paris et Mantes-la-Jolie. Quant à la tombe dite du « Trou aux Anglais », elle a été reconstituée dans les fossés du château de Saint-Germain-en-Laye.
À l’âge du bronze, Épône se trouvait sur une des routes de l’étain qui empruntait la Seine. Quelques vestiges ont été retrouvés non loin du fleuve.
À l’Âge du fer, les Celtes installés dans la région ont laissé peu de traces.

### Antiquité

Épône dans le territoire des Carnutes,

Avant la conquête romaine, la région d’Épône se trouvait dans le nord du territoire des Carnutes, au contact des Véliocasses (Vexin) et des Bellovaques au nord de la Seine et des Aulerques Éburovices vers l’ouest (Évreux).
À l’époque gallo-romaine, Épône constituait une petite agglomération éparpillée installée dans les pentes basses du coteau, dont des vestiges ont été mis au jour en 1975 lors de l’aménagement de la zone industrielle. Un cimetière mérovingien, daté du IVe au VIIe siècle, partiellement mis au jour en 1973 lors de l'aménagement du lotissement de la Roseraie, montre l'importance de l'agglomération à cette époque. Plus de trois-cents tombes contenant des sarcophages de pierre ou de plâtre ont été découvertes.
Une fausse légende : le concile d'Épône (517)
Certains auteurs citent un prétendu « concile d'Épône » qui se serait tenu en 517. Il s'agit en fait du concile d'Épaone qui a réellement eu lieu à cette date, mais réunissait l'Église burgonde dans la grande région du Rhône à Albon (Drôme) alors appelé Epaone. Il y aurait eu confusion avec le nom d'Epaona.

### Moyen Âge
En 845, le village est incendié par les Vikings établis dans l'Île de Jeufosse à une vingtaine de kilomètres en aval.
Vers 980, la seigneurie d'Épône est confiée par le roi Lothaire à l'évêque de Paris, Élisiard, qui la transfère, ainsi que l'église Saint-Béat, aux chanoines du chapitre de la cathédrale Notre-Dame de Paris.

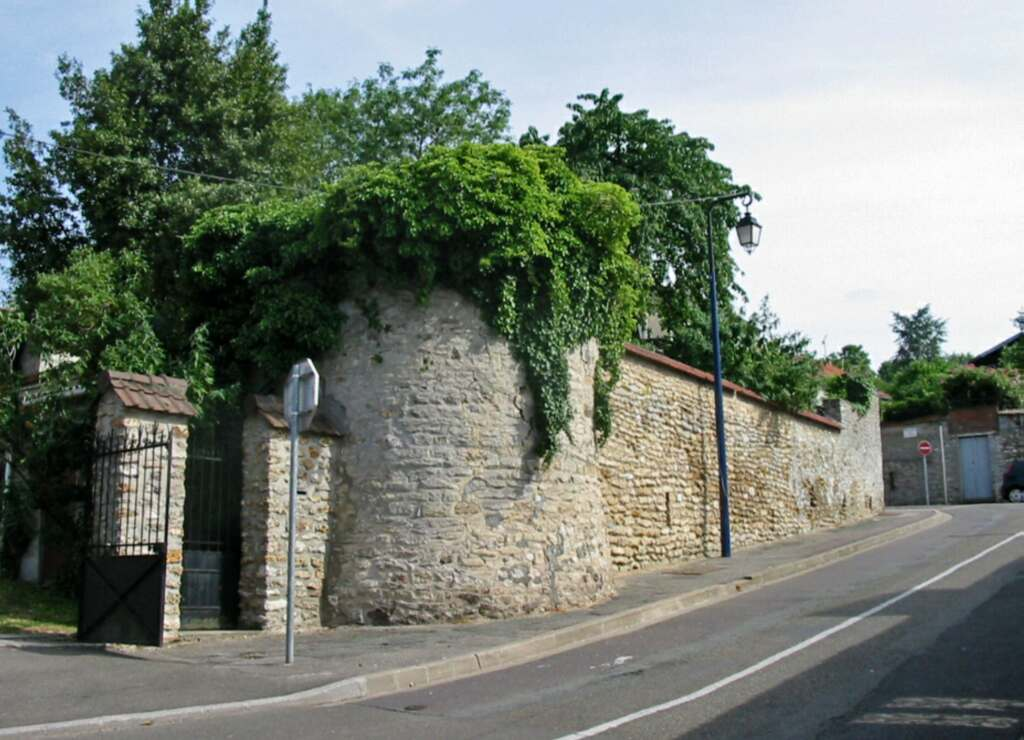
Rue de la Brèche, la tour d'angle couronnée de lierre est le dernier vestige des remparts médiévaux d'Épône.

L'église actuelle est terminée avec son clocher vers 1150. En 1190, le chapitre voit ses droits et privilèges confirmés par le roi Philippe II et reste jusqu'à la Révolution le principal seigneur d'Épône.
La guerre de Cent Ans est une période noire pour la région qui subit tour à tour les invasions étrangères, en 1346, le roi d'Angleterre, Édouard III, débarque en Normandie et ravage la vallée de la Seine, la peste noire qui touche la région en 1348, et des bandes de brigands qui pillent villages et campagnes. Robert Knolles, au service de Charles le Mauvais, prend Épône probablement en 1359.

### Temps modernes
Vers 1540 émerge le fief de Cocheret, avec son manoir au-dessus de l'église. Il est vendu en 1566 à Denis de Fossez. Celui-ci agrandit le domaine et c'est probablement sa petite-fille, Marie de la Vallée-Fossez, mariée à Henri de Mesmes, deuxième du nom, seigneur de Roissy et marquis de Malassise, qui construit le château vers 1650. La première fille de cette dernière, duchesse de Créqui car elle a épousé Charles II, duc de Créqui, en héritera en 1661. Les seigneurs successifs ont cherché à étendre leur domaine et à s'affranchir, sans vraiment y parvenir, de la suzeraineté du chapitre de Notre-Dame.
Blason des anciens seigneurs d'Épône

Maximilien Thiboust de la Fontaine.
Guillaume de Fossez.
Denis de Fossez.
Gabriel de la Vallée.
Charles III de Créqui.
Madame de Marville.
Louise d'Abos.
Louis Hérault.
Christophe de Roussel.

En 1588, Épône s’entoure d’un mur d’enceinte pour se protéger des pillards. Dernier vestige de ces fortifications, une tourelle est encore visible rue de la Brèche.

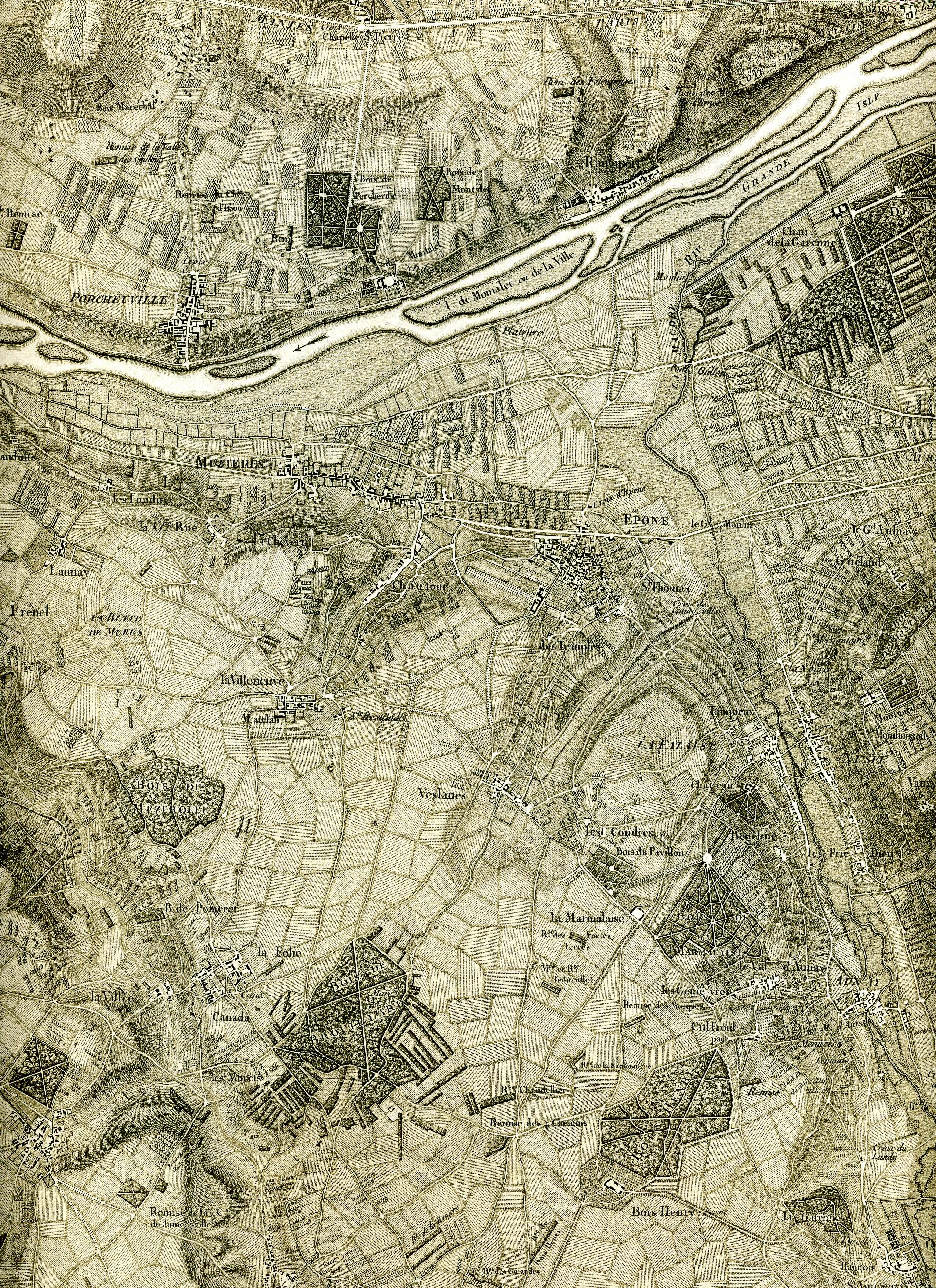
Carte des chasses du roi (1764-1774).

En 1590, Henri IV de Navarre défait Henri de Mayenne à Ivry-la-Bataille, ce qui lui ouvre les portes de Mantes puis, quatre ans plus tard, celles de Paris. Épône, liée au camp opposé par ses seigneurs et par le chapitre, est saccagée vers 1590. Henri IV attribue à Sully, seigneur de Rosny, les revenus des seigneuries d’Épône et de Mézières.

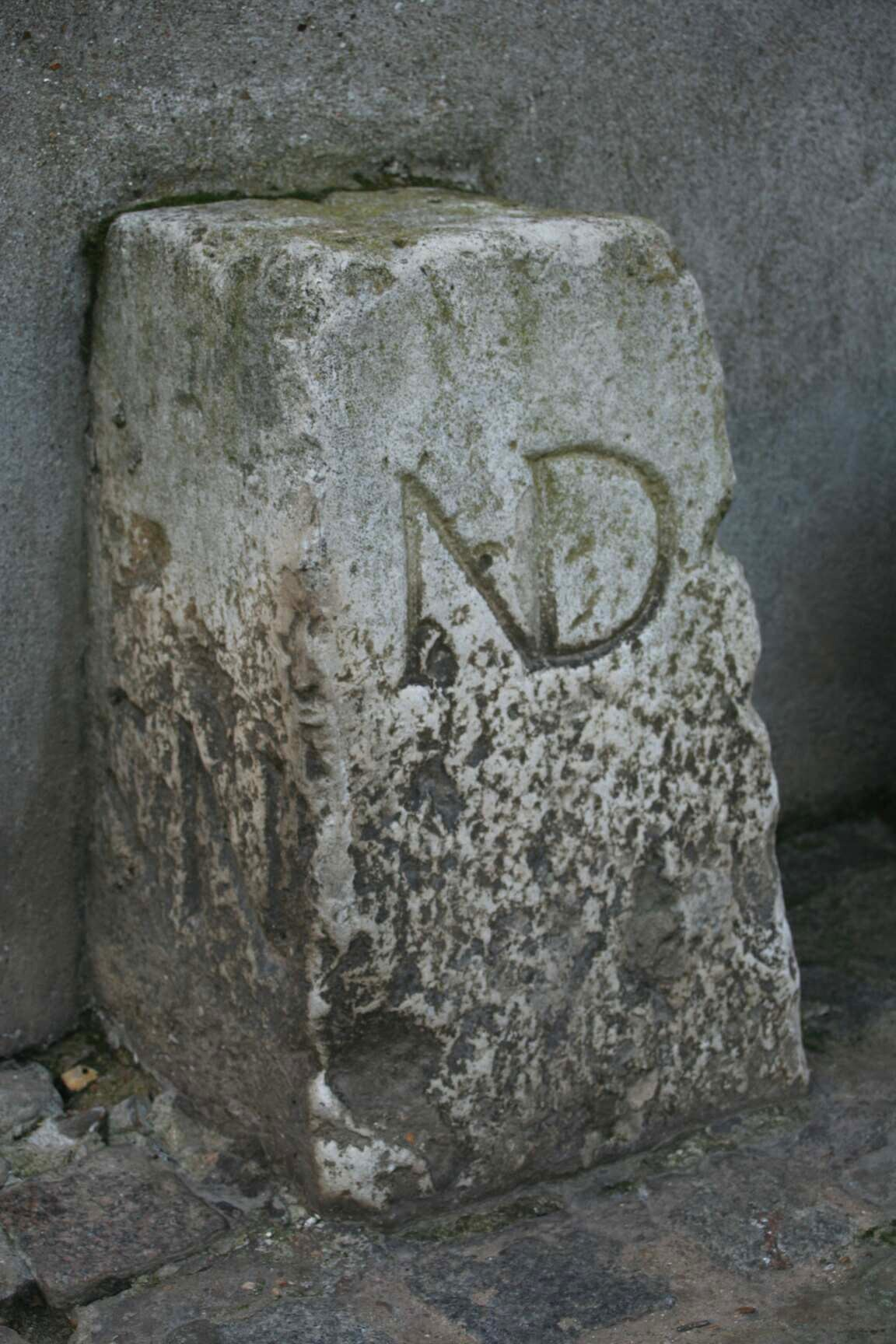
Rue d'Antar, ancienne borne portant la marque ND (pour Notre-Dame).

Un accord signé en 1697 entre le chapitre de Notre-Dame et madame de Créqui permet de délimiter les fiefs respectifs et de procéder à un bornage. Des bornes carrées installées à l'époque, vingt-et-une subsistaient encore dans les années 1960.
Le château est mis en vente par la duchesse de Créqui, par un acte du 13 novembre 1706 qui en donne la première description détaillée. Il est racheté par Louis Hérault, noble d’origine normande.

### Révolution française et Empire
Les premières élections municipales se tiennent le 14 février 1790 et le premier maire élu est Philippe Desvignes, notable local (notaire royal et greffier) qui occupait précédemment la fonction de syndic.
Le chapitre de Notre-Dame de Paris est dissous le 29 novembre 1790, ses biens, notamment des terres à Épône et à Mézières, sont déclarés biens nationaux comme biens ecclésiastiques et vendus aux enchères au cours 1791. Le dernier seigneur d'Épône, Marie-Jean Hérault de Séchelles participe activement aux événements de la Révolution et finit guillotiné le 5 avril 1794. Ses biens, dont le château, sont saisis et mis en vente la même année. Les acheteurs sont souvent des notables locaux.
En 1814 et 1815, la région est occupée par les armées alliées qui ont vaincu Napoléon et la population doit subir réquisitions et contributions de guerre pour loger et nourrir hommes et chevaux.

### Époque moderne
Au cours du XIXe siècle, Épône subit une crise démographique et voit sa population régresser de 21 % entre 1800 et 1851, année où elle atteint son minimum à 841 habitants. C'est une période de stagnation économique marquée par les pertes humaines dues aux guerres napoléoniennes et par de nombreux épisodes épidémiques (malaria, peste, variole). Vers la fin du siècle la population se stabilise puis s'accroît progressivement grâce à des apports extérieurs mais ne retrouvera son niveau initial qu'à la veille de la Première Guerre mondiale.
Le 4 mai 1843, est inaugurée la ligne de chemin de fer Paris-Rouen ainsi que la gare d'Épône - Mézières, établie à la limite des deux communes, ouverte au trafic de voyageurs le 9 mai. Le 1er juillet 1883, c'est la mise en service du tramway d'Épône à Mareil-sur-Mauldre, dont l'exploitation est interrompue au bout de quelques mois, le 7 janvier 1884. Il s'agit du premier tronçon d'une ligne de tramway à vapeur à voie métrique qui sera ensuite réalisée entre Épône et Versailles, puis prolongée jusqu'à Meulan et dont l'exploitation perdure au moins partiellement jusqu'en 1933, malgré une exploitation difficile et toujours déficitaire. Le 30 août 1900 est mise en service la jonction à voie normale entre Épône et Plaisir, qui permet encore aujourd'hui une liaison directe avec Versailles et la gare de Paris-Montparnasse.
En 1870, durant la guerre franco-allemande de 1870, l'armée prussienne occupe la région et Épône doit subir des réquisitions coûteuses, mais échappe aux pillages et destructions qui frappent ses voisines, Maule et Mézières-sur-Seine. Cette dernières est incendiée par représailles contre les francs-tireurs le 22 septembre 1870.
En 1908, l'« Avenir social », orphelinat fondé par Madeleine Vernet, militante syndicaliste et féministe, s'installe à Épône, créant une certaine tension dans cette commune plutôt conservatrice.
La  crue de la Seine de 1910 touche également la commune noyant tous les terrains jusqu'à la route nationale, y compris la gare.

Épônes au tout début du XXe siècle
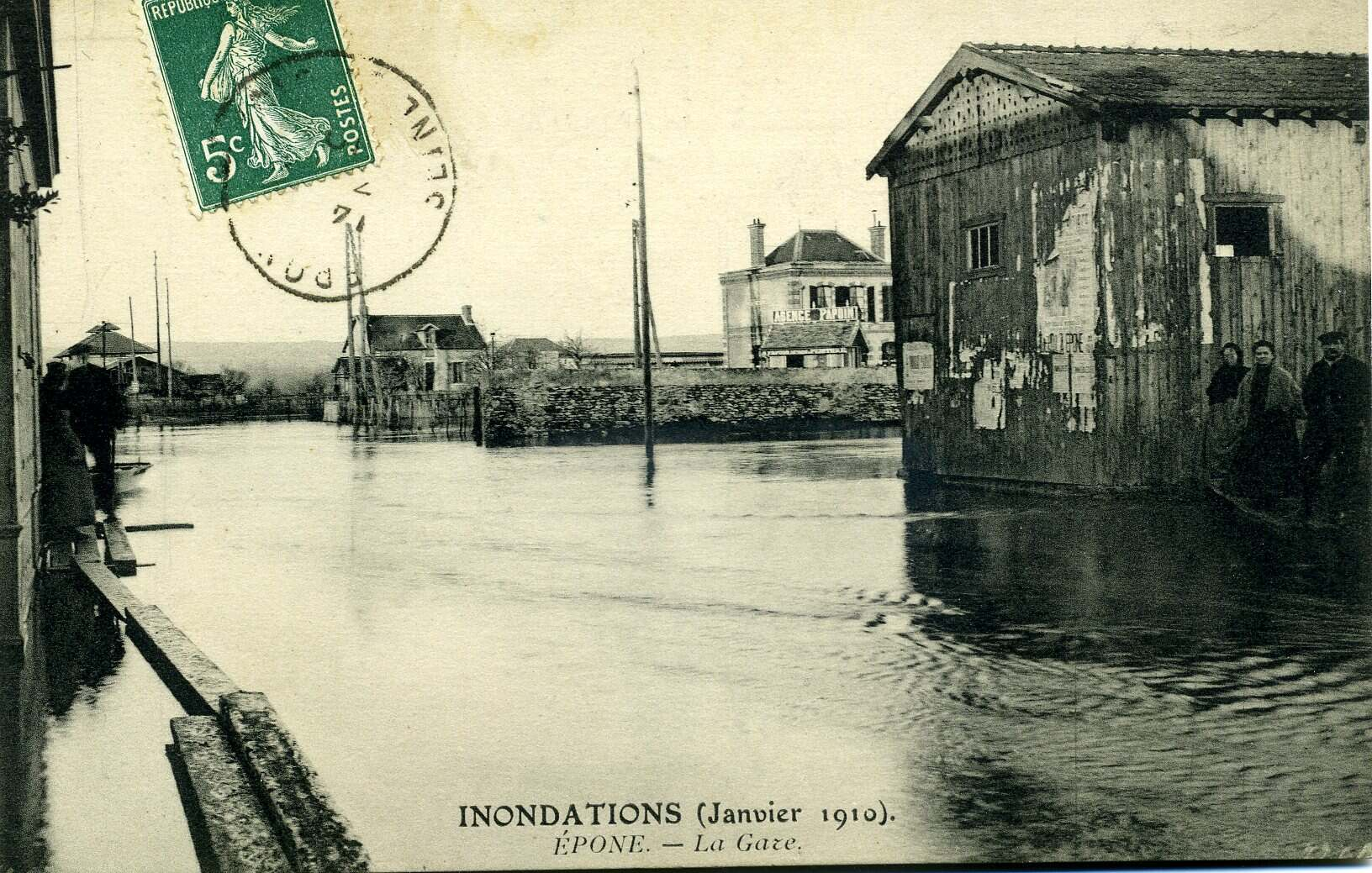
La gare d'Épône inondée en 1910
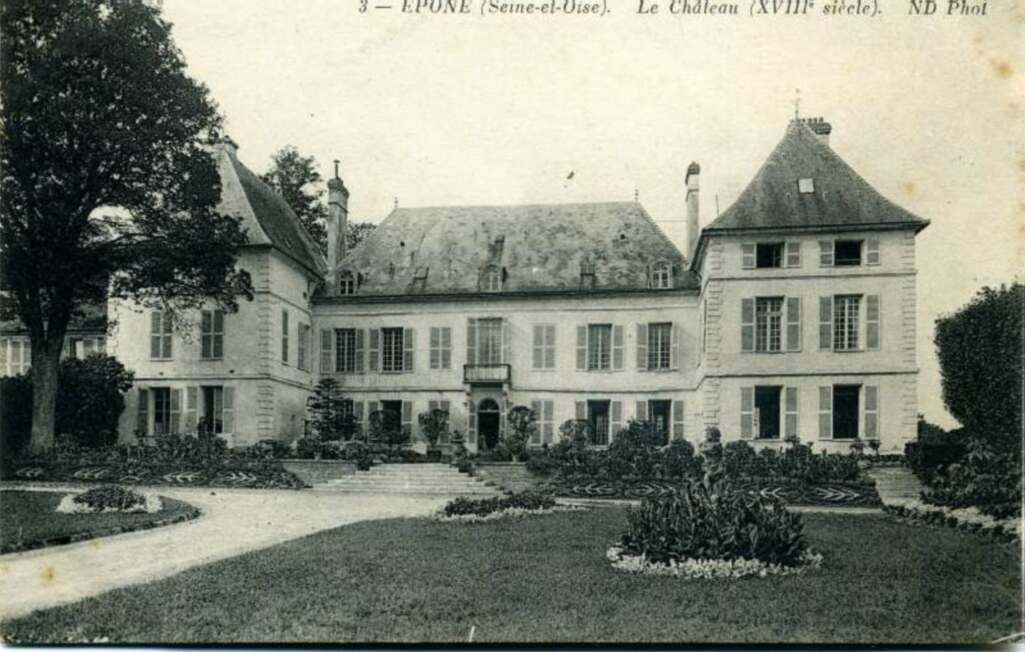
L'ancien château, détruit en 1944.
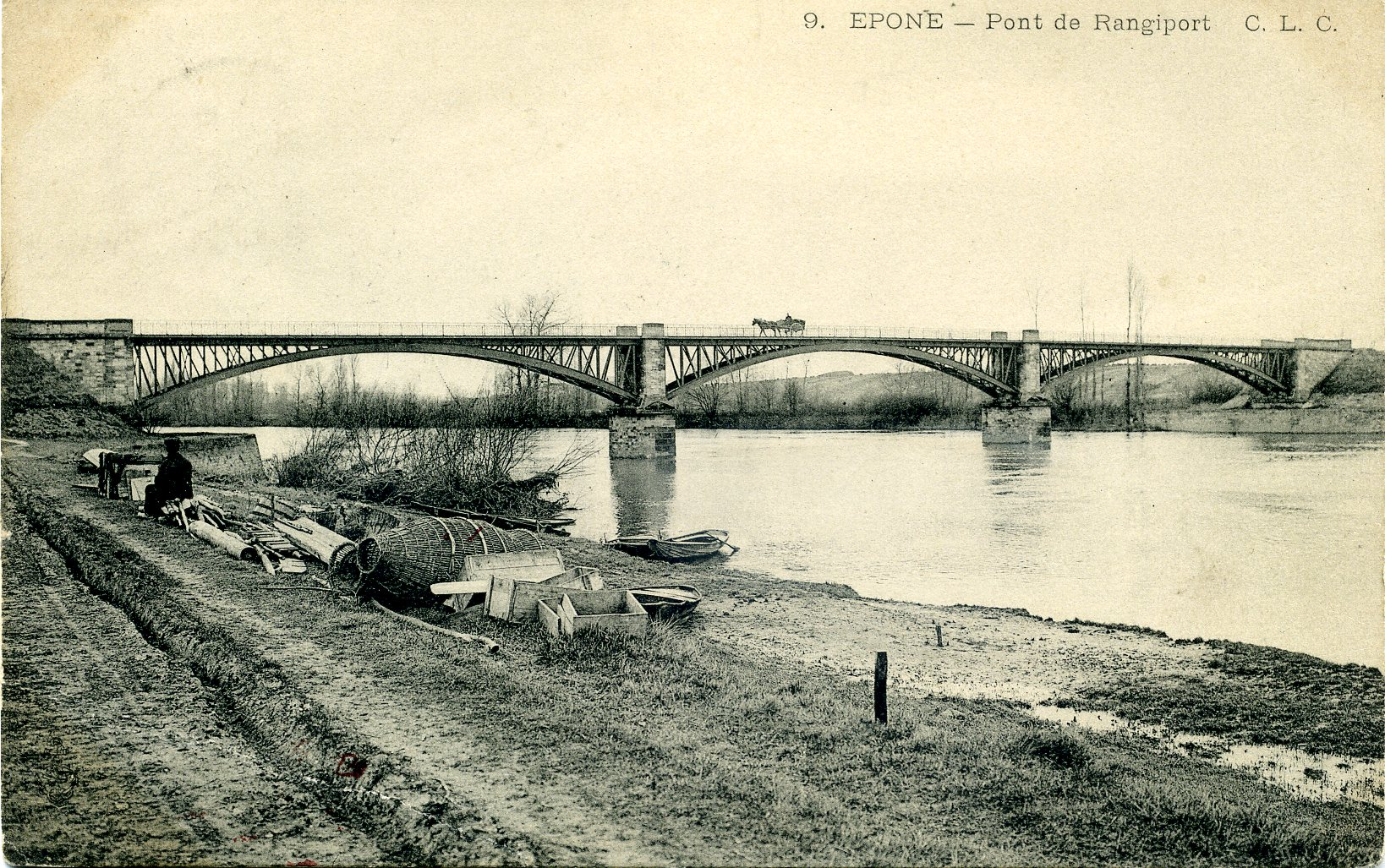
L'ancien pont de Rangiport sur la Seine, détruit en 1940.
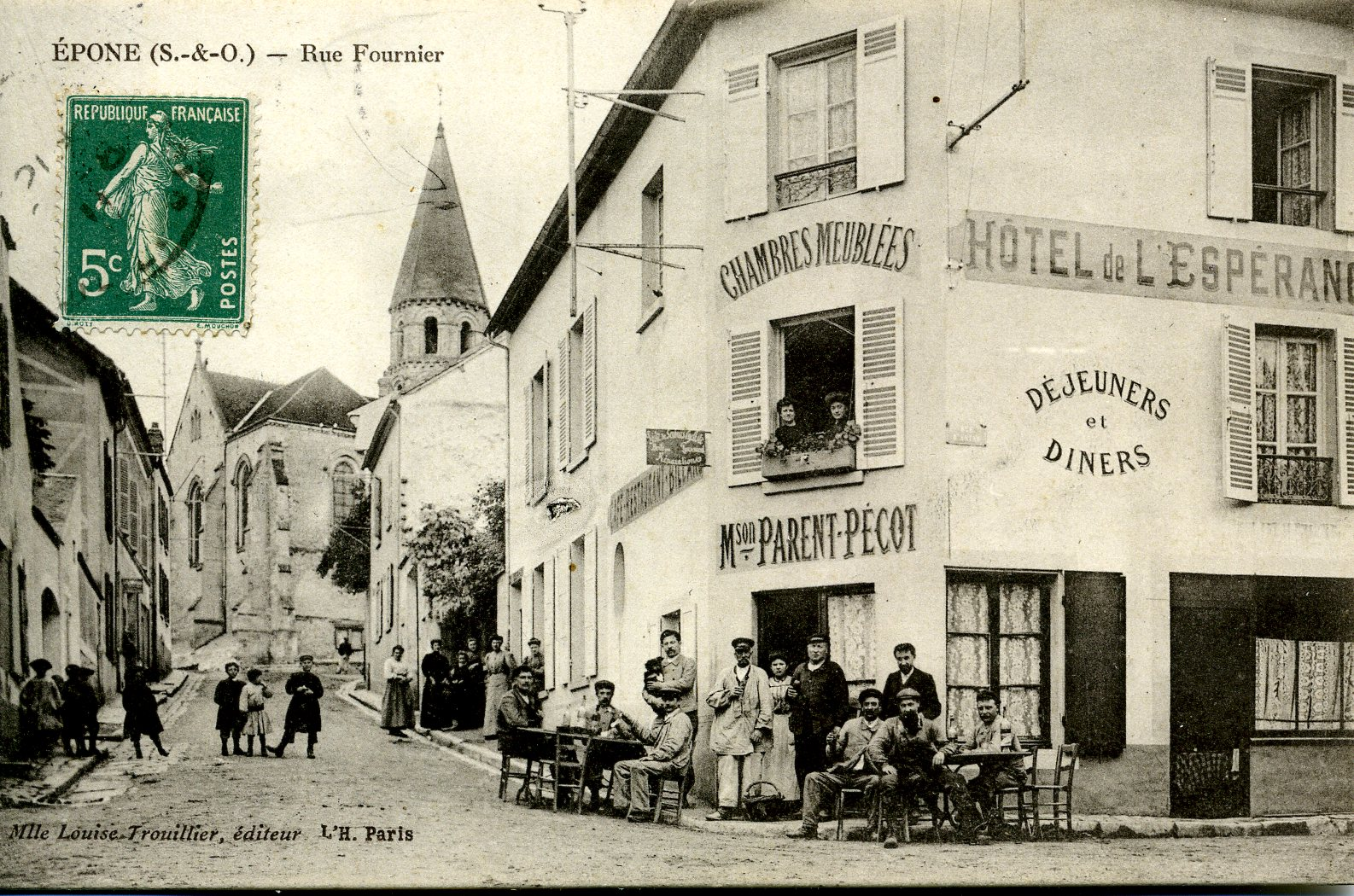
La rue Fournier.
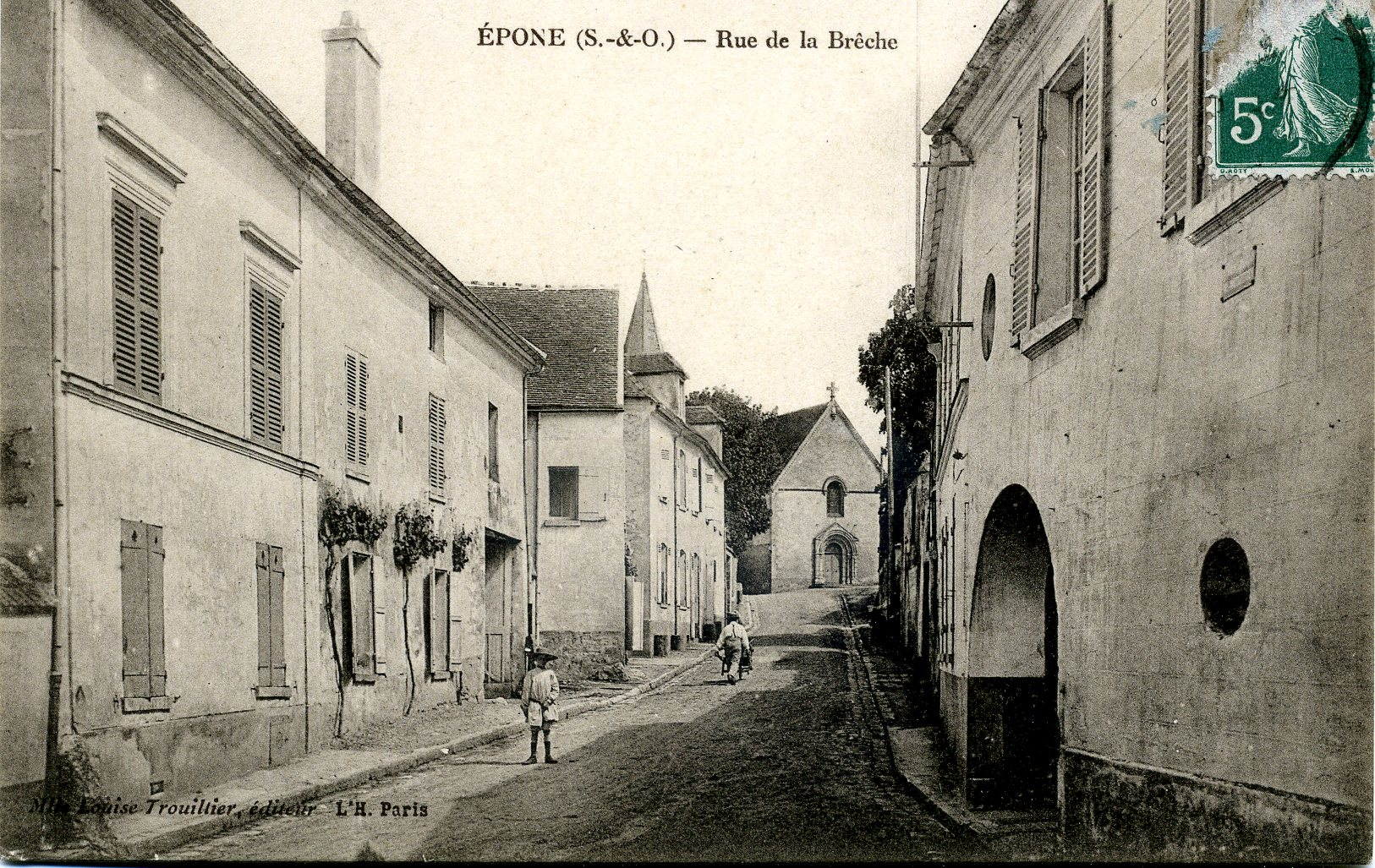
La rue de la Brèche.
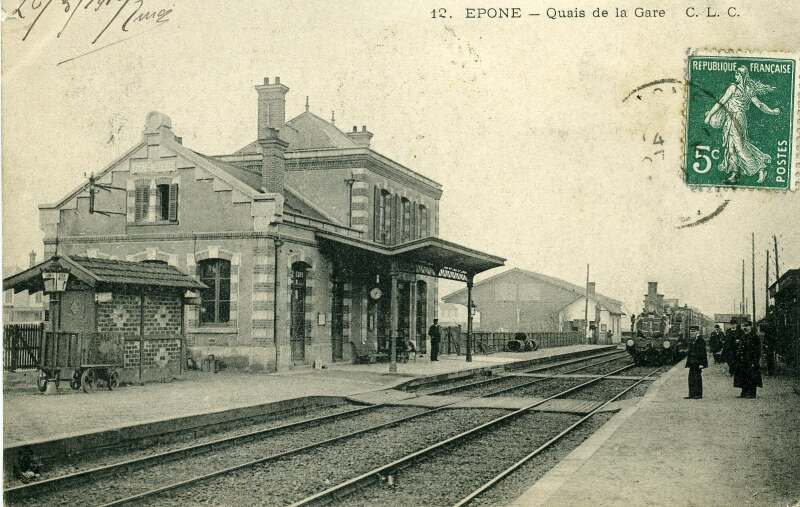
L'ancienne gare, détruite en 1944.
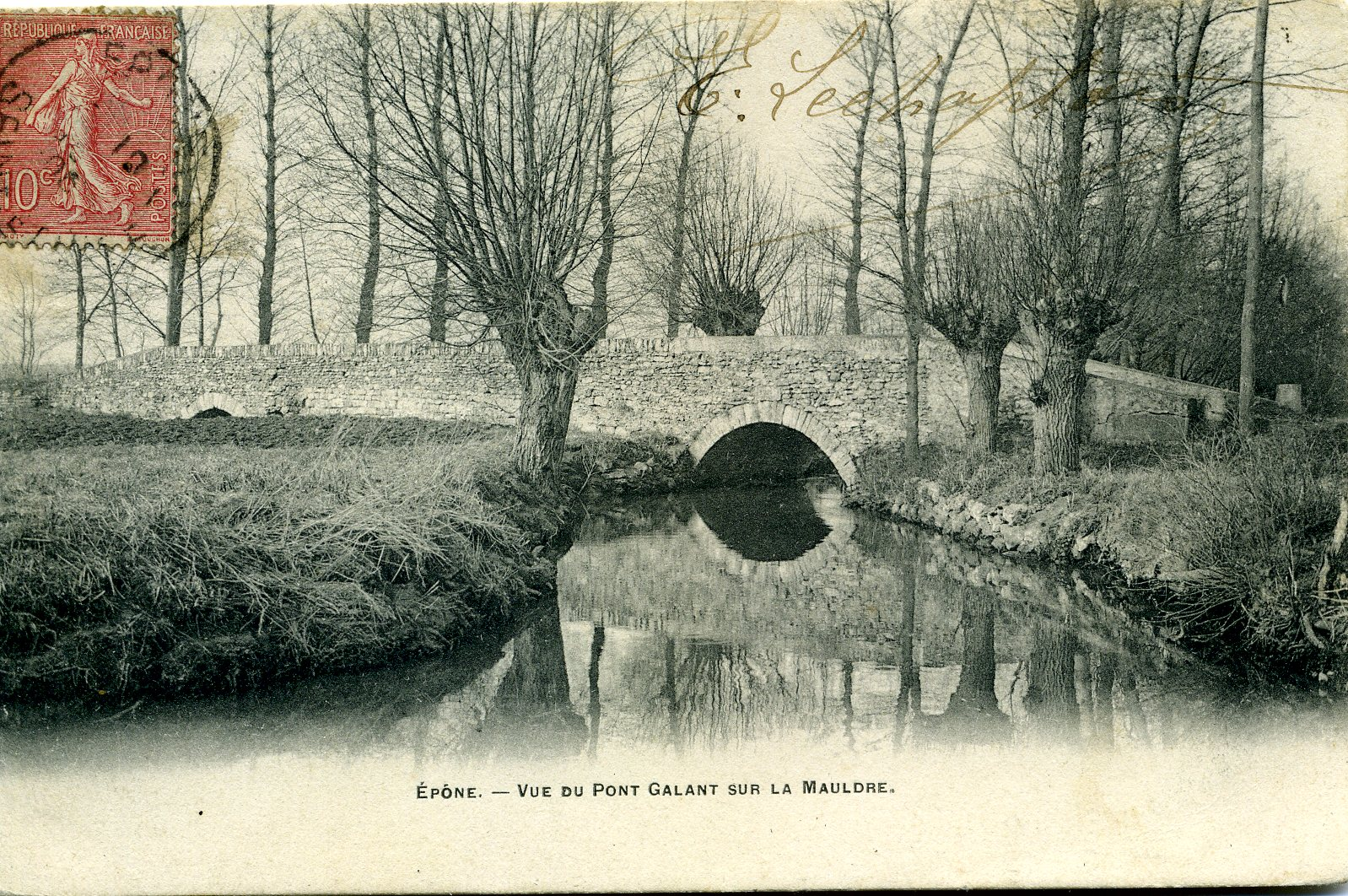
L'ancien pont Galant sur la Mauldre.
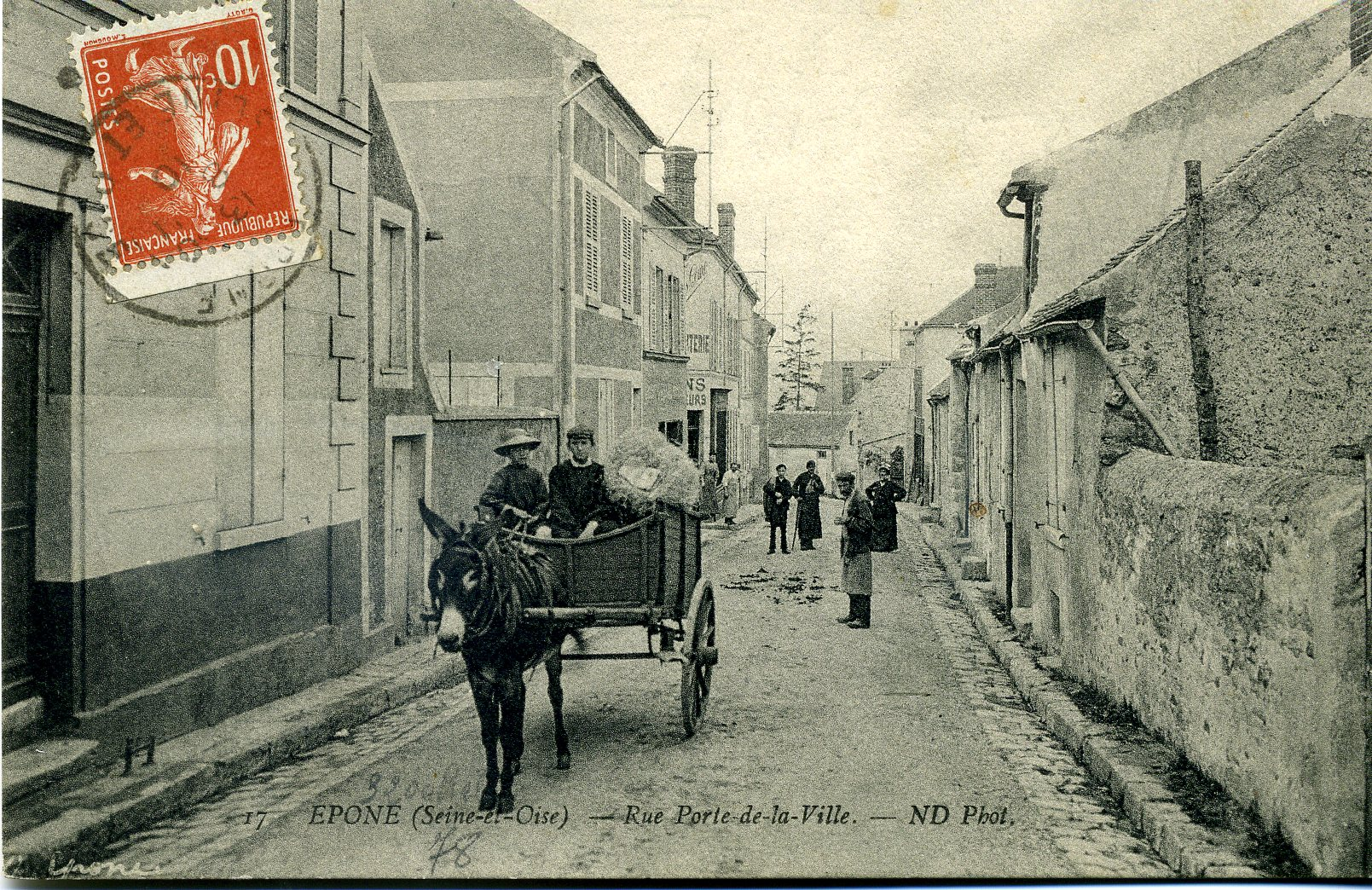
La rue Porte-de-la-Ville.
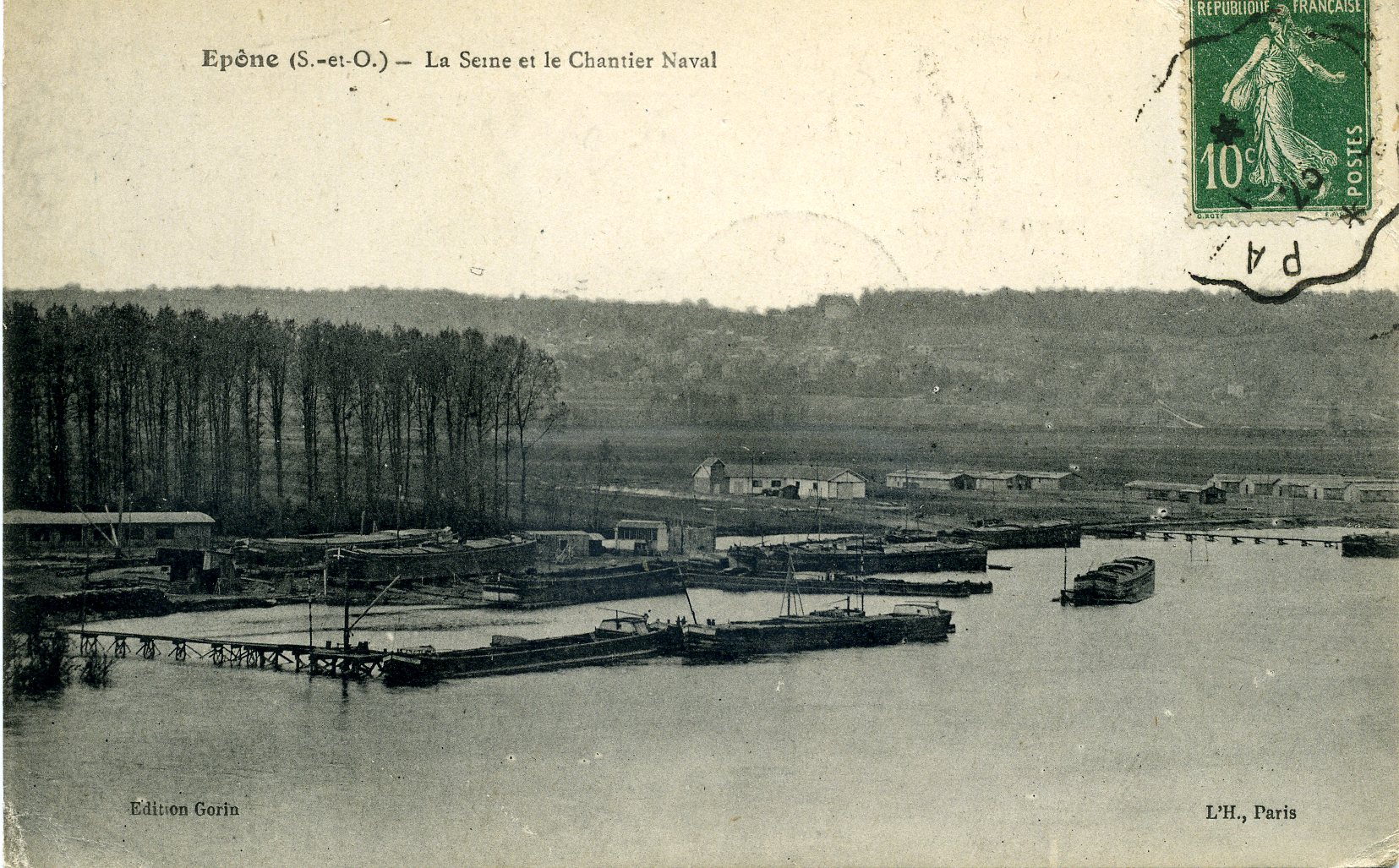
La Seine et le chantier naval.

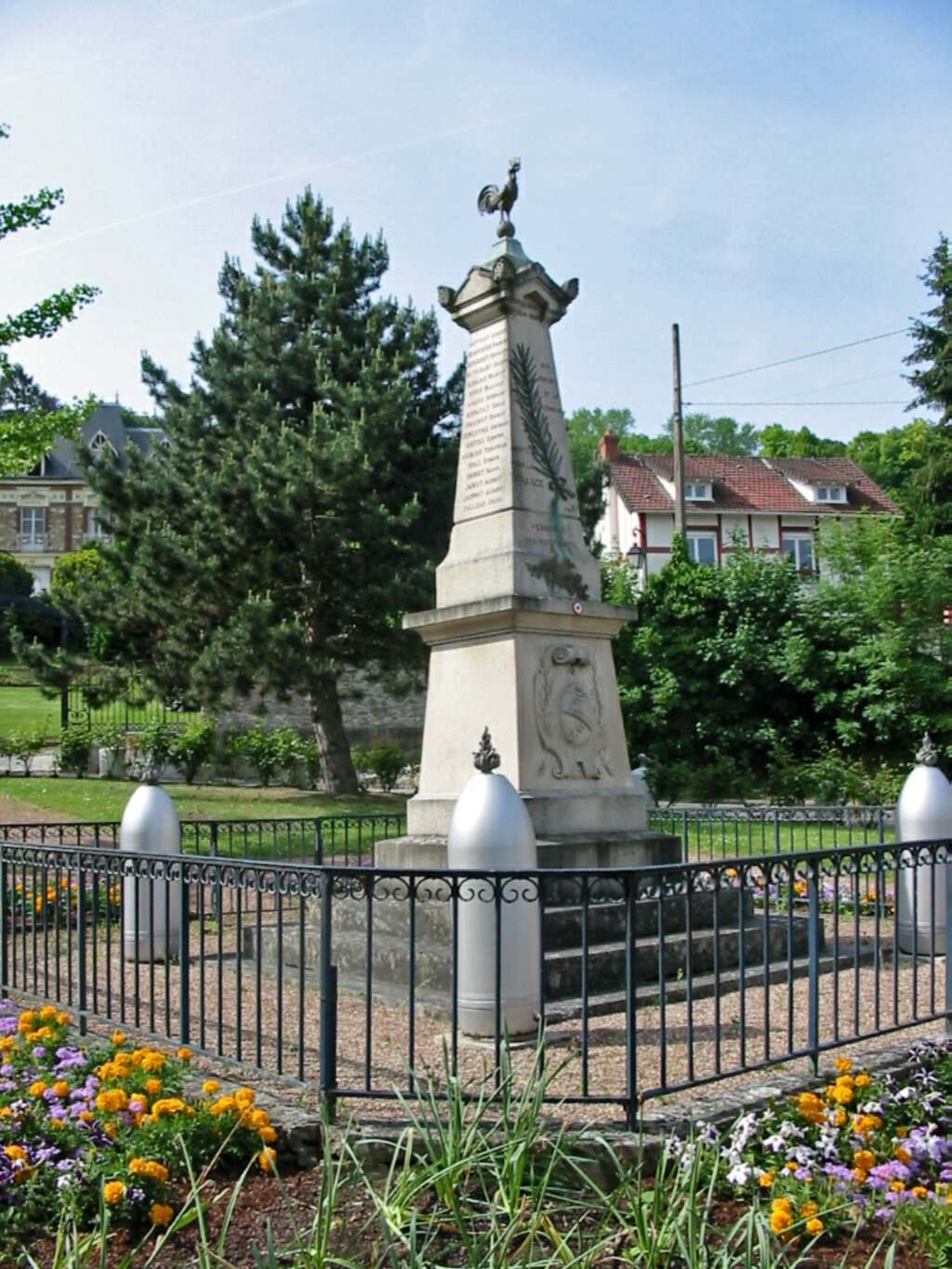
Le monument aux morts.

Pendant la Première Guerre mondiale, Épône, en arrière du front, accueille divers régiments, dont un centre d'instruction de l'infanterie. Des chantiers de réparation navale sont installés en bord de Seine par les Français puis par les Américains en 1918. La commune déplore trente-et-un morts et disparus. Le monument aux morts communal qui les honore est inauguré le 30 octobre 1921.
En 1923 commence l'aménagement de la cité-jardin d'Élisabethville, à cheval sur les deux communes d'Épône et d'Aubergenville, destinée à l'origine aux anciens combattants et victimes de la guerre français et belge et qui devint dans les années 1930 une villégiature pour les Parisiens avec golf, casino et plage de sable aménagée en bord de Seine.
Lors de la Seconde Guerre mondiale, après la débâcle de 1940, Épône est occupée, comme le reste des Yvelines, dès le 13 juin 1940. Les Allemands s'emparent de l'émetteur privé qui venait d'être installé dans le château par Radio-Normandie, pour diffuser leur propagande vers la Grande-Bretagne. Le maire, René Dreyfus, de confession israélite est destitué et s'éclipse.
En 1944 les bombardements alliés détruisent la gare et les ponts sur la Seine. Le 18 août, les Allemands font exploser le château, et le poste émetteur de radio. Il n'en reste plus que les communs, qui sont plus tard convertis plus tard en centre culturel. Le lendemain la commune est libérée par les premiers éléments de la 79e division d'infanterie de l'armée américaine.

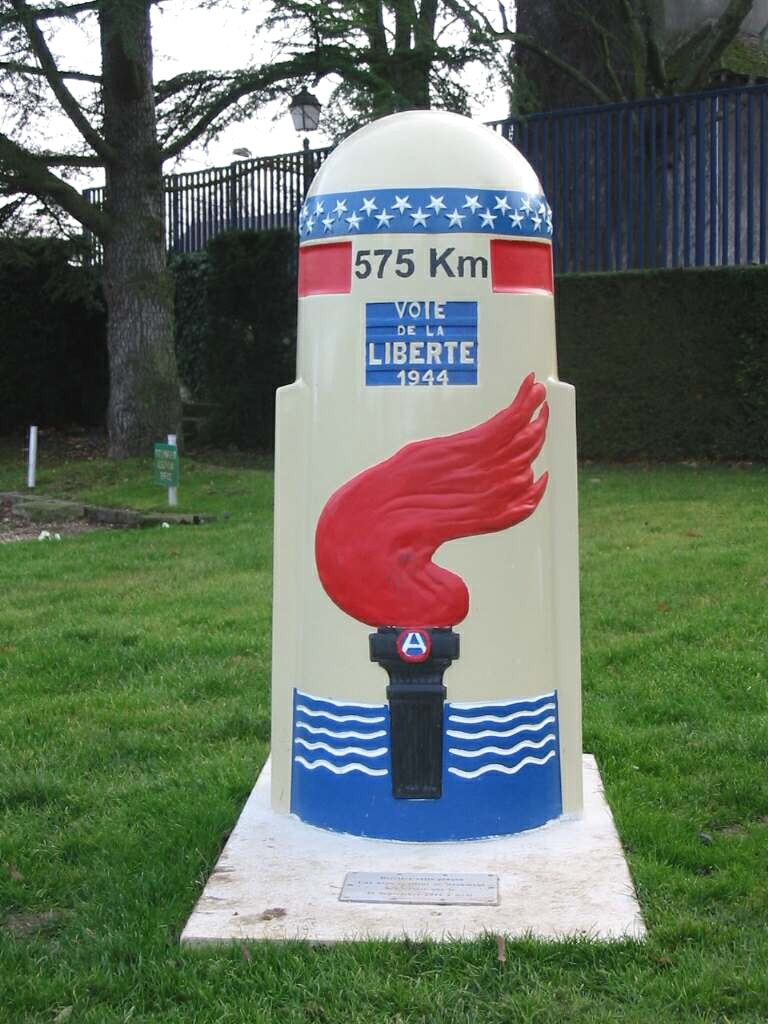
Borne « Voie de la Liberté » commémorant la libération d'Épône (parc du château).

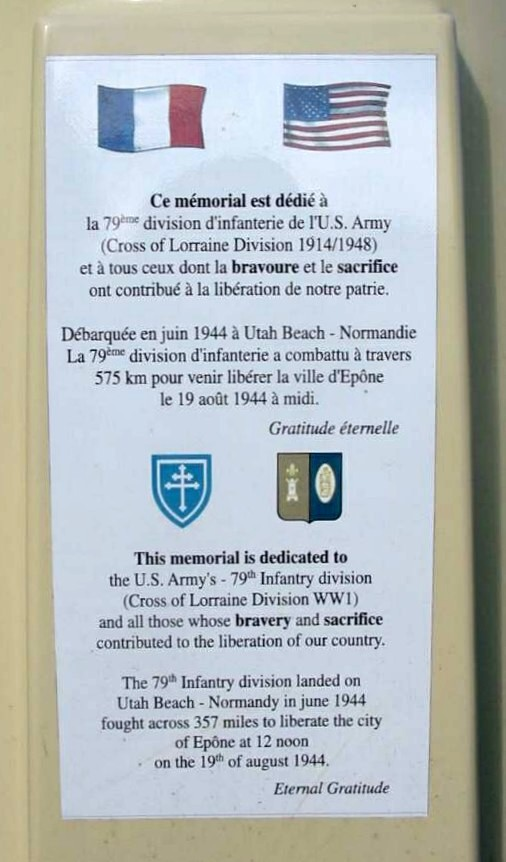
Plaque commémorative.

Après la guerre commence l'industrialisation de la vallée de la Seine qui voit s'implanter de gros établissements industriels tout autour d'Épône, mais pas dans la commune qui les refuse : raffinerie de pétrole à Gargenville, centrale thermique de Porcheville, usine Renault entre Aubergenville et Flins-sur-Seine. La régie Renault construit à Épône plusieurs immeubles pour loger ses employés. La population de la commune augmente rapidement, passant de 1 181 habitants en 1946 à 3 239 en 1962 et 6 706 en 1990.
Les infrastructures de transports sont rétablies et fortement développées : déviation de la route nationale 13 qui contourne Épône et Mézières-sur-Seine par le nord, nouveaux ponts de Rangiport en 1964, électrification de la ligne de Paris-Saint-Lazare fin 1965, autoroute de Normandie en 1966...
Lors des événements de mai 68, des échauffourées entre manifestants et forces de l'ordre à la suite de l'évacuation de l'usine Renault de Flins, se produisirent à Élisabethville et trois barricades furent même érigées à l'entrée d'Épône sur la route nationale.
En 1969, le maire, Albert Maurice fait adopter un projet de création d'une zone d'aménagement concerté (ZAC) sur le plateau entre le bourg et Vélannes (qui prévoit la construction d'environ 1 800 logements) et d'une zone industrielle entre la route et la voie ferrée. Il rencontre une forte opposition qui bloque le projet (seule la zone industrielle sera réalisée) et provoque sa démission en 1970. À cette époque s'installent à Épône de nombreux immigrés originaires de la péninsule Ibérique et du Maghreb, venus travailler chez Renault.

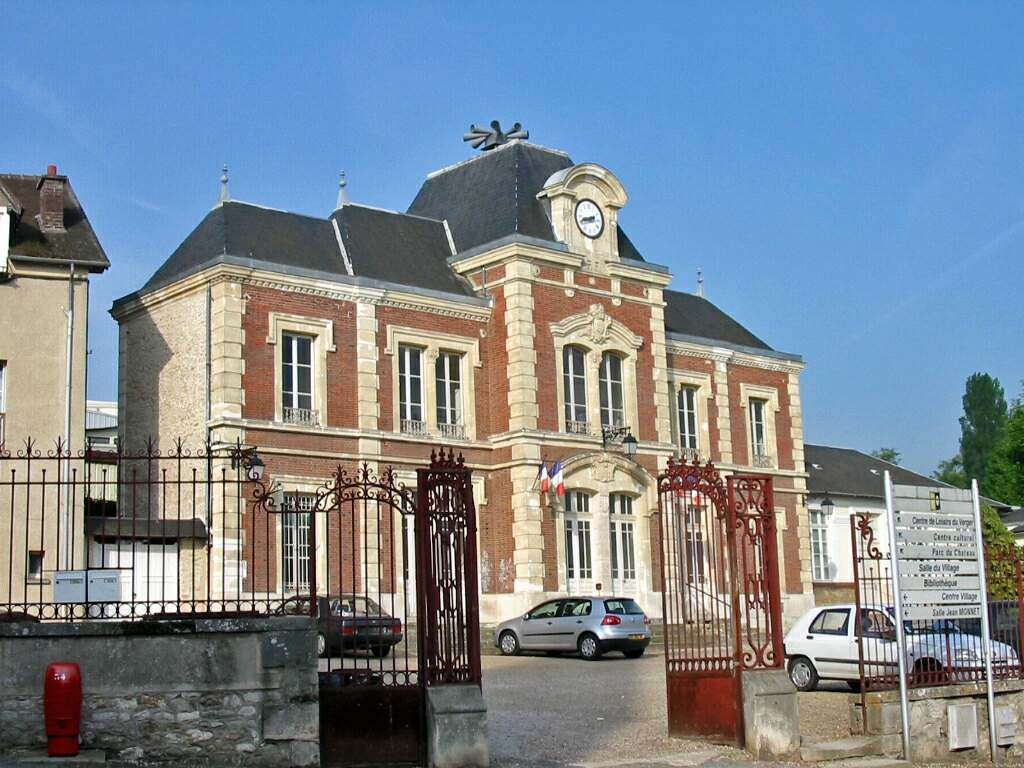
L'ancienne mairie (abrite la bibliothèque municipale).

La réalisation du parc d'activité de la Couronne des prés en 1975 permet à la commune d'accueillir de nombreuses entreprises au fil des années, même si les débuts furent assez laborieux.
Dans les années 1970-1980, Épône connaît une forte urbanisation essentiellement pavillonnaire. Une série de lotissements sont aménagés dont les plus importants sont « Les Dolmens » à Élisabethville, la « Résidence du château » dans le bourg et le « Moulin à vent » à Vélannes.
En 2007, une opération immobilière de 99 logements en immeubles collectifs, « Épône-Village », est lancée sur un terrain cédé par la municipalité au centre du bourg.
Le 6 octobre 2010, le conseil municipal démissionne collectivement par suite de divisions dans la majorité élue en 2008. Le 26 octobre, le sous-préfet installe une délégation spéciale de trois membres, présidée par Yves Guibert, ancien maire de Marly-le-Roi et président de l'association des anciens maires et adjoints des Yvelines (Adamy), pour gérer les affaires courantes.
Le 5 décembre 2010, au deuxième tour des élections municipales, la liste de Gérard Raspaud arrive en première place.

## Politique et administration

### Rattachements administratifs et électoraux

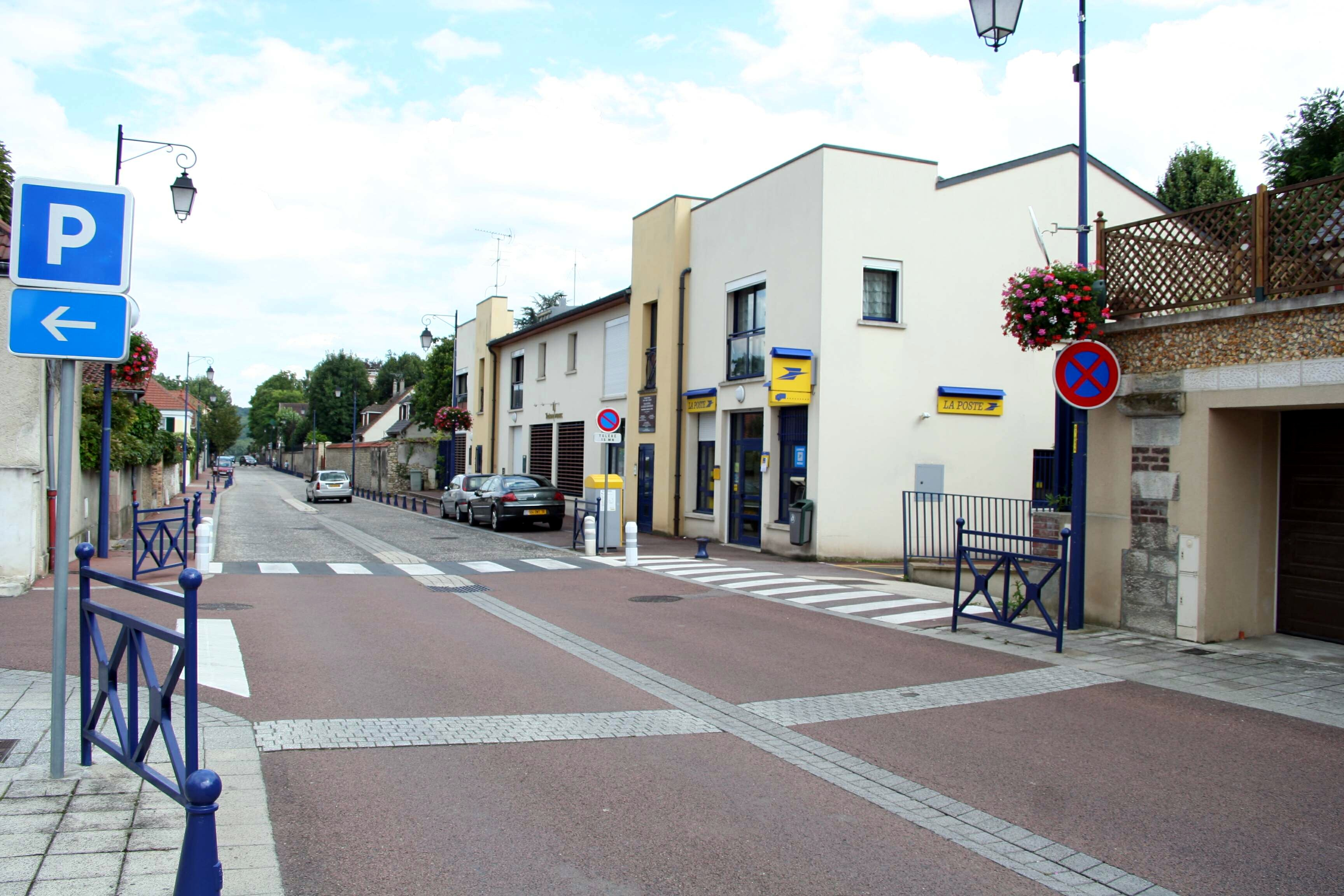
Centre administratif, rue Émile-Sergent.

Antérieurement à la loi du 10 juillet 1964, la commune faisait partie du département de Seine-et-Oise. La réorganisation de la région parisienne en 1964 fit que la commune appartient désormais au département des Yvelines et à son arrondissement de Mantes-la-Jolie après un transfert administratif effectif au 1er janvier 1968.
Pour l'élection des députés, la commune fait partie de la neuvième circonscription des Yvelines, circonscription à dominante rurale (à l'exception de la commune des Mureaux) du nord-ouest des Yvelines.
Elle faisait partie de 1801 à 1967 du canton de Mantes-la-Jolie du département de Seine-et-Oise. Lors de la mise en place des Yvelines, elle est rattachée en 1967 au canton de Guerville. Dans le cadre du redécoupage cantonal de 2014 en France, la commune est désormais intégrée au canton de Limay.

### Intercommunalité
La commune était membre de la communauté d'agglomération de Mantes-en-Yvelines créée fin 1999 et qui succédait au a succédé au district urbain de Mantes (DUM), créé en 1966. Le DUM avait lui-même remplacé le syndicat intercommunal d'assainissement de l'agglomération mantaise fondé en 1951.
Toutefois, lors du conseil municipal du 2 juillet 2009, le principe de l'adhésion à la communauté de communes Seine-Mauldre (CCSM) à compter du 1er janvier 2010 avait été adopté à la majorité. Cette décision est restée sans suite.
La loi de modernisation de l'action publique territoriale et d'affirmation des métropoles (loi MAPAM) du  27 janvier 2014 prescrit la création d'intercommunalités d'au moins 200 000 habitants en Grande couronne afin de pouvoir dialoguer avec la métropole du Grand Paris, dont la création était prévue par cette même loi.
Dans ce cadre, la CAMY a fusionné avec cinq autres intercommunalités à fiscalité propre pour former, le 1er janvier 2016, la communauté urbaine dénommée Grand Paris Seine et Oise (GPS&O), dont Épône est désormais membre.
En 2019, elle participe par ailleurs à cinq syndicats intercommunaux, sans fiscalité propre, dont le périmètre est variable en fonction de leur objet :
- syndicat intercommunal à vocations multiples (SIVOM) de la région d'Épône (SIRÉ)[63] ;
- syndicat intercommunal de transports scolaires de Mantes, Maule, Septeuil qui est un syndicat mixte fermé ;
- SIVOM de Saint-Germain-en-Laye, également un syndicat mixte fermé ;
- Syndicat mixte d'énergie des Yvelines ;
- Syndicat mixte d'aménagement, de gestion et d'entretien des berges de la Seine et de l'Oise (SMSO).

### Tendances politiques et résultats
Les électeurs d'Épône votent régulièrement à droite, à l'image de la moyenne des Yvelines.
Ainsi lors du second tour de l'élection présidentielle du 6 mai 2007, avec 96,92 % de votants sur 4235 inscrits, Nicolas Sarkozy (UMP) obtient 57,53 % des suffrages (53,06 % au niveau national) et Ségolène Royal (PS), 42,47 % (46,94 %). Et lors des élections législatives du 10 juin 2007, Henri Cuq (UMP), élu au premier tour dans la neuvième circonscription des Yvelines, obtient 50,23 % à Épône.
Au référendum sur le traité constitutionnel pour l'Europe du 29 mai 2005, les Épônois se sont partagés presque à égalité, votant « non » à 50,64 % contre 49,36 % de « oui » avec un taux d’abstention de 26,58 % (France entière : « non » à 54,67 % ; « oui » à 45,33 %).
| Scrutin             | Scrutin             | 1er tour | 1er tour  | 1er tour | 1er tour | 1er tour | 1er tour | 1er tour | 1er tour  | 1er tour | 1er tour | 1er tour | 1er tour | 2d tour | 2d tour | 2d tour | 2d tour | 2d tour | 2d tour |
| Scrutin             | Scrutin             | 1er      | 1er       | %        | 2e       | 2e       | %        | 3e       | 3e        | %        | 4e       | 4e       | %        | 1er     | 1er     | %       | 2e      | 2e      | %       |
| ------------------- | ------------------- | -------- | --------- | -------- | -------- | -------- | -------- | -------- | --------- | -------- | -------- | -------- | -------- | ------- | ------- | ------- | ------- | ------- | ------- |
| Présidentielle 2017 | Présidentielle 2017 |          | EM        | 26,03    |          | LR       | 21,40    |          | FN        | 19,85    |          | LFI      | 18,32    |         | EM      | 67,68   |         | FN      | 32,32   |
| Présidentielle 2022 | Présidentielle 2022 |          | LREM      | 29,07    |          | LFI      | 24,35    |          | RN        | 21,86    |          | LR       | 6,85     |         | LREM    | 60,50   |         | RN      | 39,50   |
| Législatives 2022   | 9e                  |          | MoDem-Ens | 27,02    |          | RN       | 23,35    |          | LFI-Nupes | 23,30    |          | LR       | 8,99     |         | MoDem   | 58,28   |         | RN      | 41,72   |
| Législatives 2024   | 9e                  |          | RN        | 33,37    |          | PS-NFP   | 28,30    |          | MoDem-Ens | 23,01    |          | LR       | 8,60     |         | PS      | 54,73   |         | RN      | 45,27   |

### Administration municipale
Compte tenu de la population de la commune, son conseil municipal est composé de 29 membres, dont le maire et ses adjoints.
Une mairie annexe est installée à Élisabethville[réf. nécessaire].

### Liste des maires
| Période       | Période                    | Identité                        | Étiquette    | Qualité |
| ------------- | -------------------------- | ------------------------------- | ------------ | --- |
| 1790          | 1791                       | Philippe Desvignes              |              | notaire |
| 1791          | 1792                       | Nicolas Giard                   |              | chirurgien |
| 1792          | 1792                       | Jacques Marais                  |              | marchand de chevaux |
| 1792          | 1793                       | Adrien Jean Desvignes           |              | |
| 1793          | 1794                       | Jean Langlois                   |              | agriculteur |
| 1794          | 1796                       | Nicolas Laurent Chevallier      |              | commerçant |
| 1796          | 1798                       | Jean-Pierre Gilbert             |              | agent municipal |
| 1798          | 1800                       | Jean-Baptiste d'Harlingue       |              | agent municipal (intérim) |
| 1800          | 1807                       | Philippe Desvignes              |              | notaire |
| 1807          | 1813                       | Jean Adrien Desvignes           |              | notaire |
| 1816          | 1821                       | Laurent Laurent                 |              | propriétaire |
| 1821          | 1833                       | Pierre Caffin                   |              | agriculteur |
| 1833          | 1855                       | Jean-François Loiseau           |              | notaire |
| 1855          | 1859                       | Jean-Baptiste Simon Lefebvre    |              | banquier |
| 1859          | 1860                       | Étienne Desmoulins              |              | (intérim) |
| 1860          | 1863                       | Jean-Laurent Drouard            |              | aubergiste |
| 1863          | 1864                       | Charles-Antoine Michel          |              | (intérim) |
| 1864          | 1872                       | Charles André Victor Delabroise |              | notaire |
| 1872          | 1900                       | Charles Vincent Adam            |              | aubergiste |
| 1900          | 1900                       | Eugène Lecomte                  |              | |
| 1900          | 1902                       | Pamphile Adolphe Renard-Benoît  |              | propriétaire |
| 1902          | 1912                       | Alfred Cacheux                  |              | agriculteur |
| 1912          | 1919                       | Léon Frichot                    |              | agriculteur |
| 1919          | 1925                       | Ernest Caffin                   |              | agriculteur |
| 1925          | 1929                       | Alfred Foucher                  |              | |
| 1929          | 1940                       | René Dreyfus                    |              | industriel Destitué en 1940 par le Gouvernement de Vichy car juif. |
| 1942          | 1945                       | Raoul Thiboust                  |              | agriculteur |
| 1945          | 1950                       | René Dreyfus                    |              | Industriel |
| 1950          | 1959                       | Charles Léger                   |              | Industriel |
| 1959          | 1970                       | Albert Maurice                  |              | Fonctionnaire Démissionnaire |
| 1970          | 1971                       | Gilbert Magnier                 |              | Employé |
| 1971          | 1977                       | Robert Pansard                  |              | Secrétaire général de la Prévention routière |
| mars 1977     | juin 2004                  | Pierre Amouroux,                | DVD puis UMP | Retraité de l'enseignement Député des Yvelines (2002 → 2007) Conseiller général de Guerville (1979 → 2009) Vice-président du conseil général des Yvelines (1994 → 2004) Démissionnaire à la suite de son entrée à l'Assemblée nationale en remplacement de Henri Cuq, nommé ministre des Relations avec le Parlement |
| juin 2004     | mars 2008                  | Gérard Raspaud                  | DVD          | Retraité |
| mars 2008     | octobre 2010,              | Pascal Lazerand                 | UMP          | Ingénieur aéronautique Démissionnaire |
| décembre 2010 | avril 2014                 | Gérard Raspaud                  | DVD          | Retraité |
| avril 2014    | août 2023                  | Guy Müller                      | UMP → LR     | Directeur des ventes retraité Conseiller départemental de Limay (2015 → ) Démissionnaire |
| août 2023     | En cours (au 30 août 2023) | Ivica Jovic                     | LR           | Directeur de la base de loisirs des Boucles de Seine à Moisson |

### Jumelages
- Parrainage de Doïna-Girov.
Ce parrainage est organisé par une association, « Les Amis de Doïna Girov » qui organise chaque année un loto pour apporter une aide humanitaire à ce village de Roumanie[réf. nécessaire].
- Jumelage avec Prokuplje (Serbie). Une rencontre avec une délégation de la ville de Prokuplje s'est tenue à Épône le 1er novembre 2014, en présence de l'ambassadeur de Serbie en France en vue d'un jumelage entre les deux villes[82]. Selon le bulletin municipal, ce ne serait qu'un projet à plus long terme[83].

## Équipements et services publics

### Enseignement
La commune relève de l'académie de Versailles.
- Établissements scolaires :

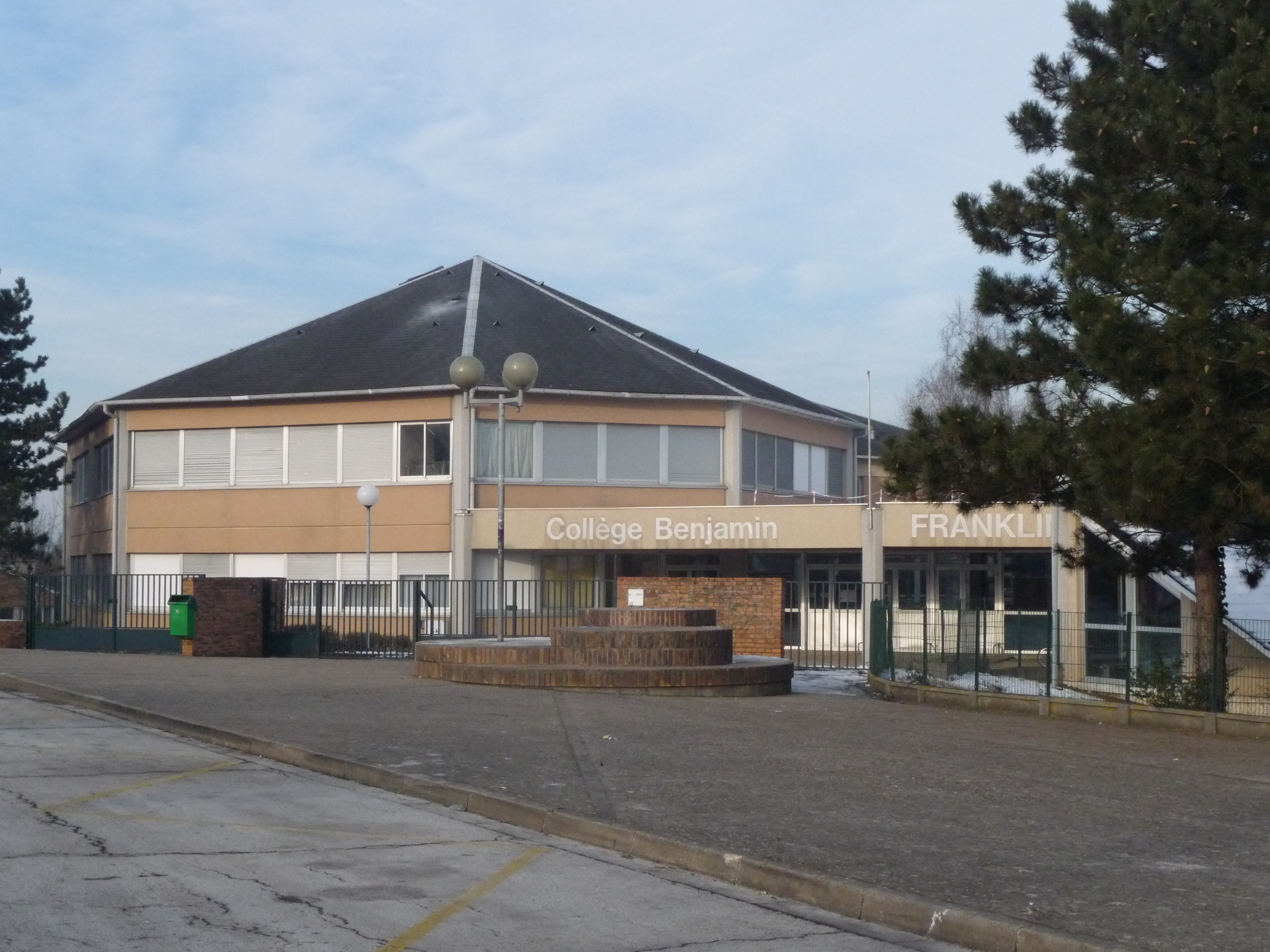
Le collège Benjamin-Franklin.

  - trois écoles maternelles : Les Pervenches (4 classes), Les Lavandes (4 classes) et Les Perce-Neiges (3 classes),
  - Deux écoles primaires : Madeleine Vernet (14 classes - 390 élèves) et Louis-Pasteur (5 classes).
  - Le collège Benjamin-Franklin a été ouvert le 8 janvier 1982. Il accueille environ 650 élèves des trois communes d'Épône, Mézières-sur-Seine et La Falaise[84]. Il est géré par le SIRÉ. Son nom rappelle que Benjamin Franklin s'est arrêté à Épône alors qu'il était ambassadeur en France de la jeune république américaine.
  - Dès la rentrée 2021, les élèves du quartier d'Elisabethville devront aller au collège d'Aubergenville.

À partir de la seconde, les élèves fréquentent généralement le lycée Vincent-Van-Gogh d'Aubergenville.
- Centre de formation d'apprentis de l'association ouvrière des Compagnons du devoir[85]. Ce centre forme aux métiers suivants : couvreur, maçon, tapissier, sellier, tailleur de pierre, maintenance mécanique[86].
- Le centre culturel Dominique-De-Roux assure l'enseignement de la musique, de la danse, du théâtre et des arts graphiques.

### Santé
Epône compte plusieurs établissements de santé :
- Un cabinet d'orthodontie. Situé au 54 rue des Deux-Frères-Laporte.
- Un cabinet médical avec médecins généralistes, ophtalmologistes, dentistes... Situé au 2 rue des Deux-Frères-Laporte.
- Un centre de radiologie et d'imagerie médicale. Situé au 2 rue des Deux-Frères-Laporte.
- Une cité paroissiale avec orthophonistes et kinésithérapeutes. Située au 23 rue de la Brèche.

Ainsi que plusieurs médecins généralistes, ostéopathes, dentistes… dans des cabinets moins importants. Pour ce qui est des hôpitaux et des cliniques :
- Clinique du Montgarder à Aubergenville (à 5 min d'Epône).
- L'hôpital de Mantes-la-Jolie (à 15 min d'Epône).
- L'hôpital intercommunal de Meulan - Les Mureaux (à 20 min d'Epône).

### Équipements socio-culturels

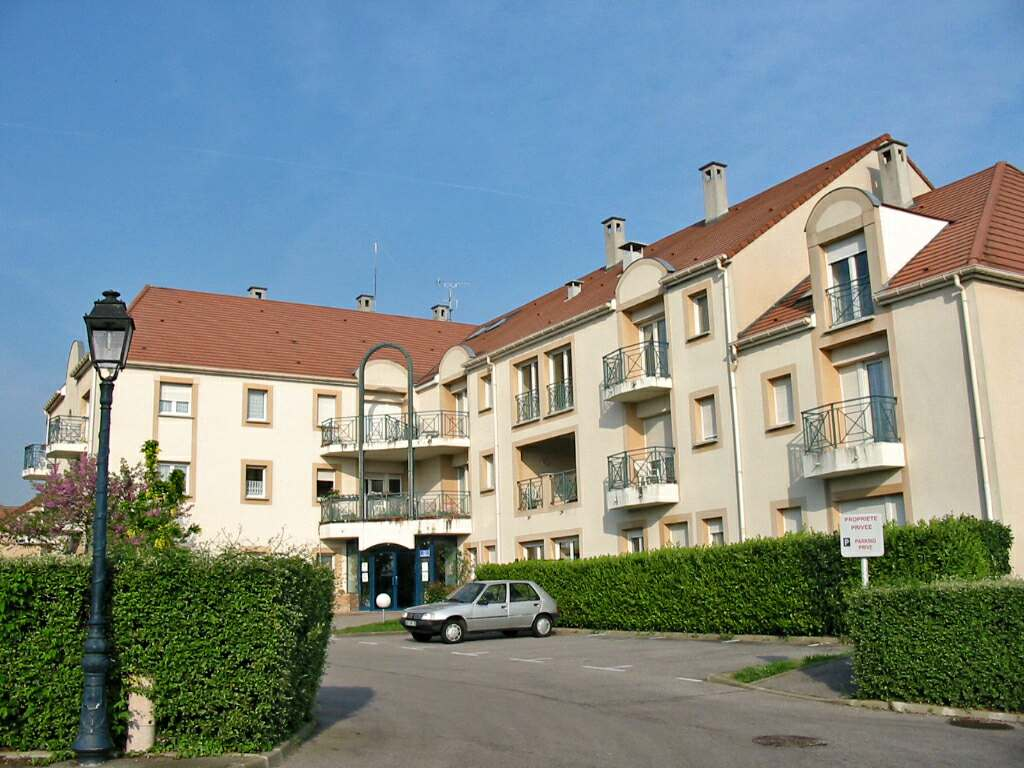
Les Cytises, résidence pour personnes âgées.

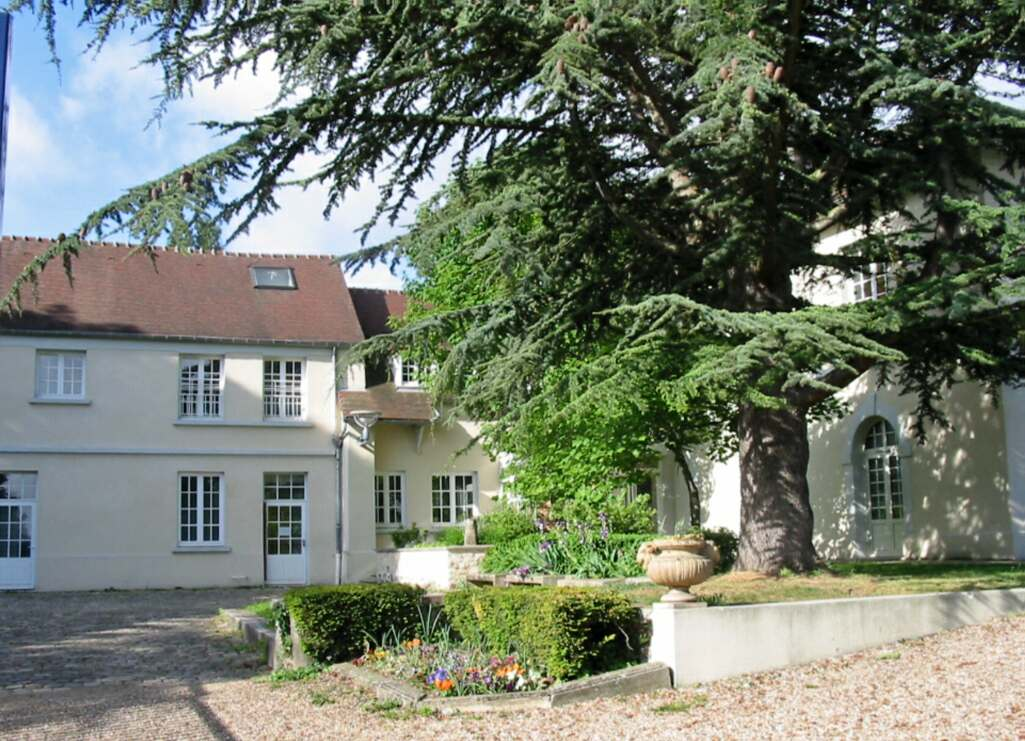
Centre culturel Dominique-de-Roux.

- Nouvelle Médiathèque Pierre-Amouroux (ouverte en octobre 2019),
- Maison de la petite enfance « Les Ifs » (crèche),
- Centre culturel Dominique-de-Roux,
- Salles municipales : salle Jean-Monnet, salle du Village, salle du Bout-du-Monde,
- Résidence pour personnes âgées Les Cytises.
- Centre de recherches archéologiques de la région mantaise (CRARM), association créée en 1969 par Daniel Bricon et consacrée aux ressources archéologique locales[87].

### Justice, sécurité, secours et défense
Sur le plan judiciaire, Épône fait partie de la juridiction d’instance de Mantes-la-Jolie, et de grande instance ainsi que de commerce de Versailles,.

## Population et société

### Démographie

#### Évolution démographique
L'évolution du nombre d'habitants est connue à travers les recensements de la population effectués dans la commune depuis 1793. Pour les communes de moins de 10 000 habitants, une enquête de recensement portant sur toute la population est réalisée tous les cinq ans, les populations de référence des années intermédiaires étant quant à elles estimées par interpolation ou extrapolation. Pour la commune, le premier recensement exhaustif entrant dans le cadre du nouveau dispositif a été réalisé en 2008.

En 2022, la commune comptait 6 778 habitants, en évolution de +4,16 % par rapport à 2016 (Yvelines : +2,72 %, France hors Mayotte : +2,11 %).
| 1793 | 1800  | 1806 | 1821 | 1831 | 1836 | 1841 | 1846 | 1851 |
| ---- | ----- | ---- | ---- | ---- | ---- | ---- | ---- | ---- |
| 939  | 1 028 | 961  | 912  | 906  | 890  | 854  | 835  | 810  |

| 1856 | 1861 | 1866 | 1872 | 1876 | 1881 | 1886 | 1891 | 1896 |
| ---- | ---- | ---- | ---- | ---- | ---- | ---- | ---- | ---- |
| 821  | 830  | 837  | 846  | 860  | 901  | 986  | 972  | 984  |

| 1901 | 1906 | 1911  | 1921  | 1926  | 1931  | 1936  | 1946  | 1954  |
| ---- | ---- | ----- | ----- | ----- | ----- | ----- | ----- | ----- |
| 947  | 971  | 1 035 | 1 055 | 1 083 | 1 130 | 1 101 | 1 181 | 1 682 |

| 1962  | 1968  | 1975  | 1982  | 1990  | 1999  | 2006  | 2008  | 2013  |
| ----- | ----- | ----- | ----- | ----- | ----- | ----- | ----- | ----- |
| 3 239 | 3 865 | 5 008 | 5 233 | 6 706 | 6 418 | 6 357 | 6 332 | 6 462 |

| 2018  | 2022  | - | - | - | - | - | - | - |
| ----- | ----- | - | - | - | - | - | - | - |
| 6 500 | 6 778 | - | - | - | - | - | - | - |

#### Pyramide des âges
En 2018, le taux de personnes d'un âge inférieur à 30 ans s'élève à 36,2 %, soit en dessous de la moyenne départementale (38,0 %). À l'inverse, le taux de personnes d'âge supérieur à 60 ans est de 25,0 % la même année, alors qu'il est de 21,7 % au niveau départemental.
En 2018, la commune comptait 3 198 hommes pour 3 302 femmes, soit un taux de 50,80 % de femmes, légèrement inférieur au taux départemental (51,32 %).
Les pyramides des âges de la commune et du département s'établissent comme suit.
| Hommes | Classe d’âge | Femmes |
| ------ | ------------ | ------ |
| 0,4    | 90 ou +      | 0,9    |
| 6,7    | 75-89 ans    | 7,3    |
| 16,2   | 60-74 ans    | 18,3   |
| 20,2   | 45-59 ans    | 20,6   |
| 18,9   | 30-44 ans    | 18,1   |
| 17,8   | 15-29 ans    | 15,9   |
| 19,9   | 0-14 ans     | 18,9   |

| Hommes | Classe d’âge | Femmes |
| ------ | ------------ | ------ |
| 0,6    | 90 ou +      | 1,4    |
| 6      | 75-89 ans    | 7,8    |
| 13,5   | 60-74 ans    | 14,8   |
| 20,7   | 45-59 ans    | 20,1   |
| 19,6   | 30-44 ans    | 19,9   |
| 18,5   | 15-29 ans    | 16,8   |
| 21,2   | 0-14 ans     | 19,2   |

### Manifestations culturelles et festivités

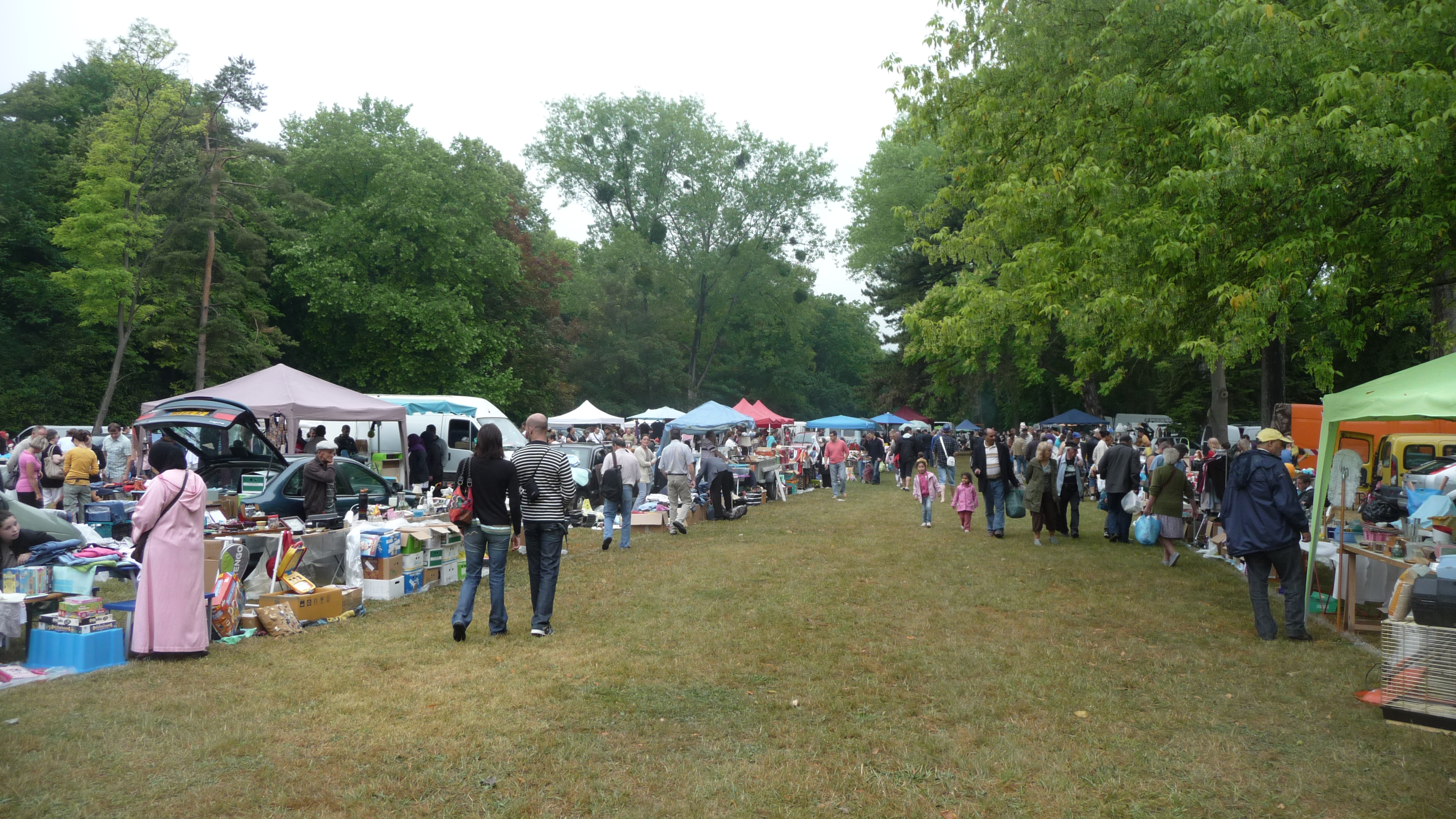
Brocante dans le parc du château.

- Chaque année en juin une brocante est organisée dans le parc du château et une autre dans les rues du centre-ville au mois de septembre.
- Le festival du jeux vidéo "Numérique Épône Show" y est également organisé au mois de novembre.
- Un marché de Noël est installé dans le centre-ville pendant deux jours au mois de décembre.
- La fête de la Saint-Jean qui correspond à la fête de la ville est organisée dans le parc du château où un feu d'artifice est tiré et plusieurs animations sont proposées durant un week-end de quatre jours au mois de juin.
- La ville d'Epône a accueilli la coupe de France d'obéissance canine durant le week-end du 5 et 6 mai 2018. L’événement a attiré plus de 1 500 visiteurs venus des quatre coins de la France et du monde.

### Sports et loisirs

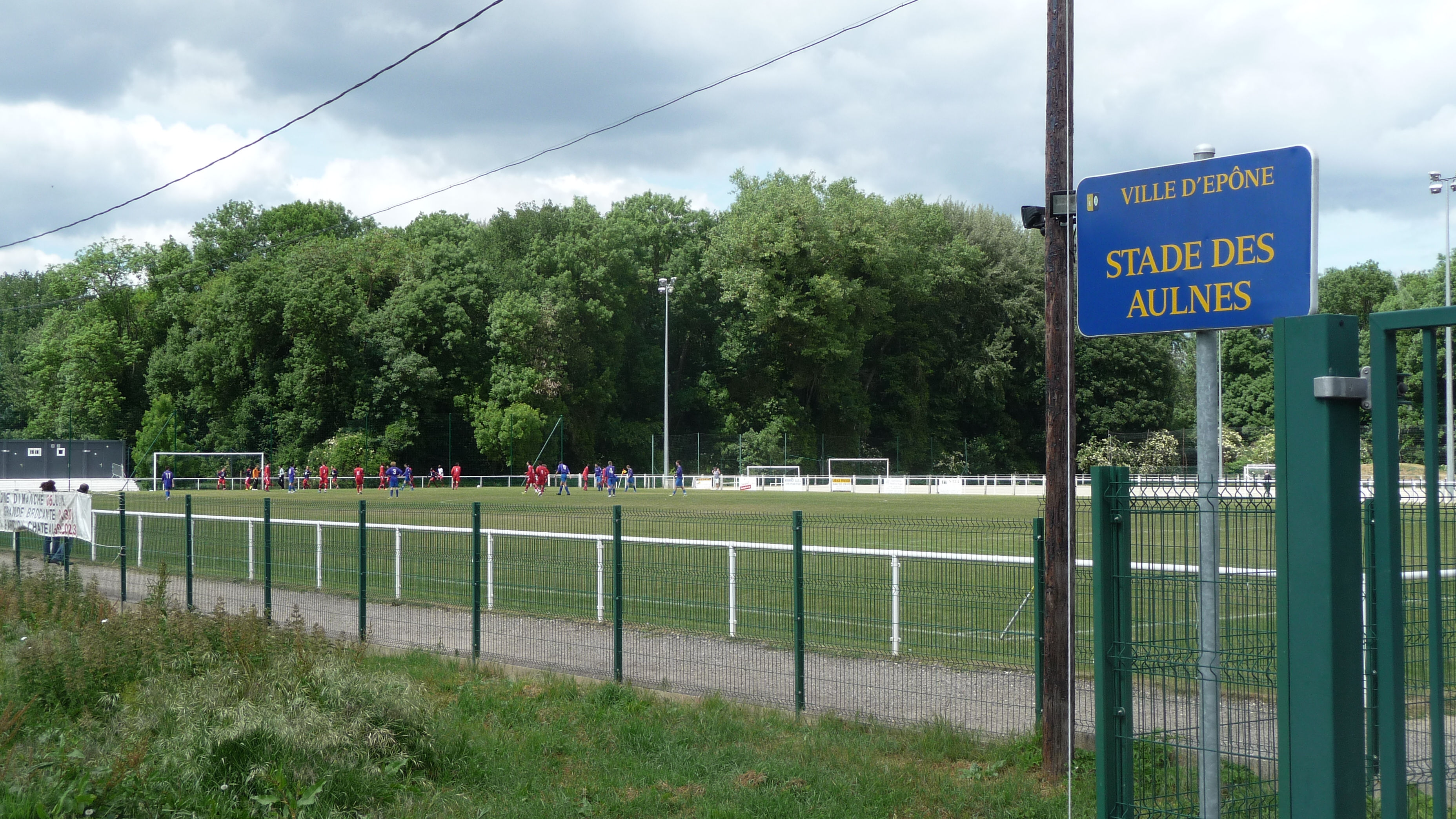
Le stade des Aulnes.

Épône compte dix-huit associations et clubs sportifs.
La commune dispose de diverses installations sportives : stades de football et de rugby, courts de tennis, gymnase...

### Cultes
Pour le culte catholique, Épône est rattachée au groupement paroissial d’Aubergenville - Route 113 (dont la compétence s'étend à onze communes). Cette paroisse dépend du doyenné de Meulan et du diocèse de Versailles. Un lieu de culte existe à Épône : l'église Saint-Béat.

## Économie

### Activités

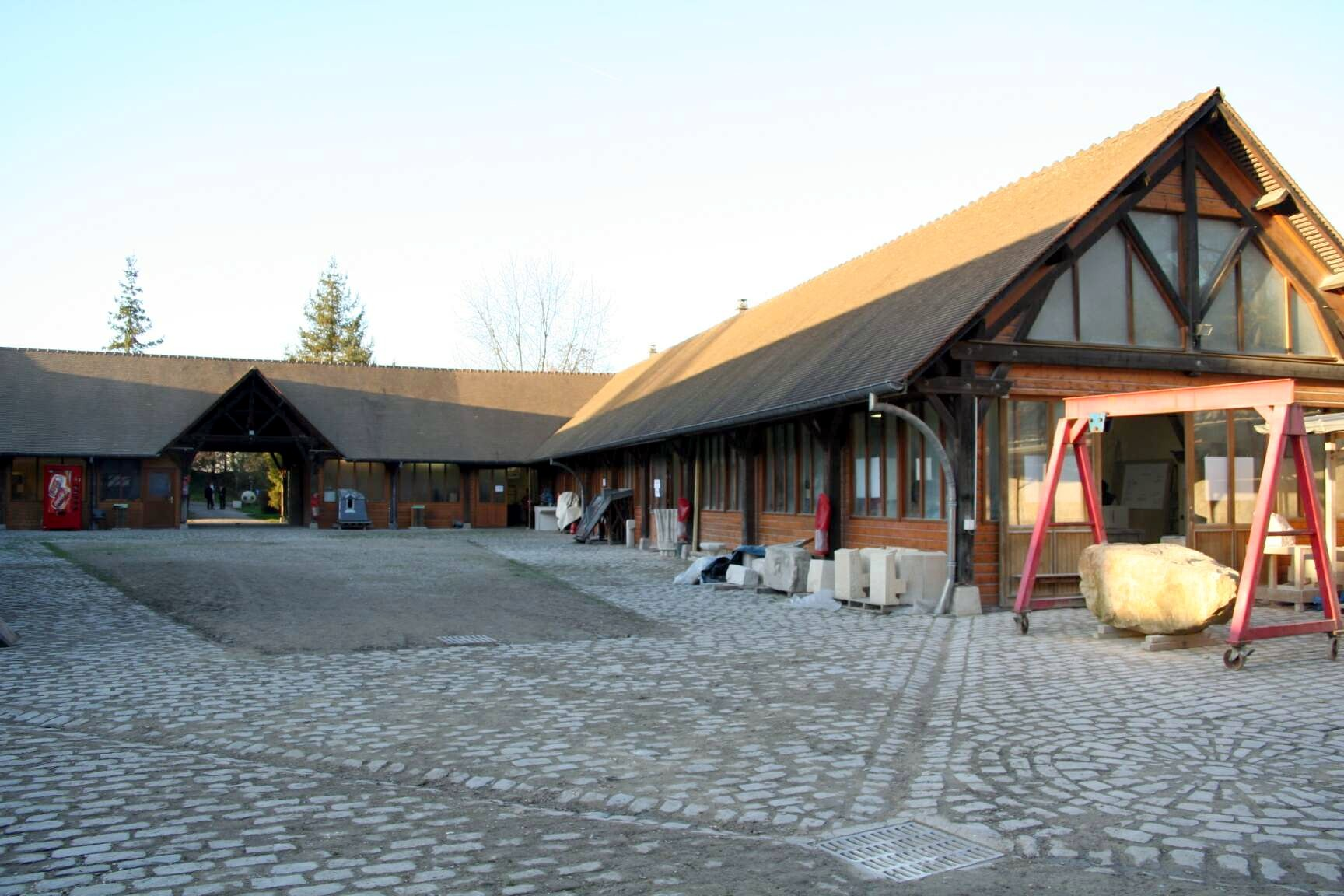
Ateliers des Compagnons du devoir à Épône.

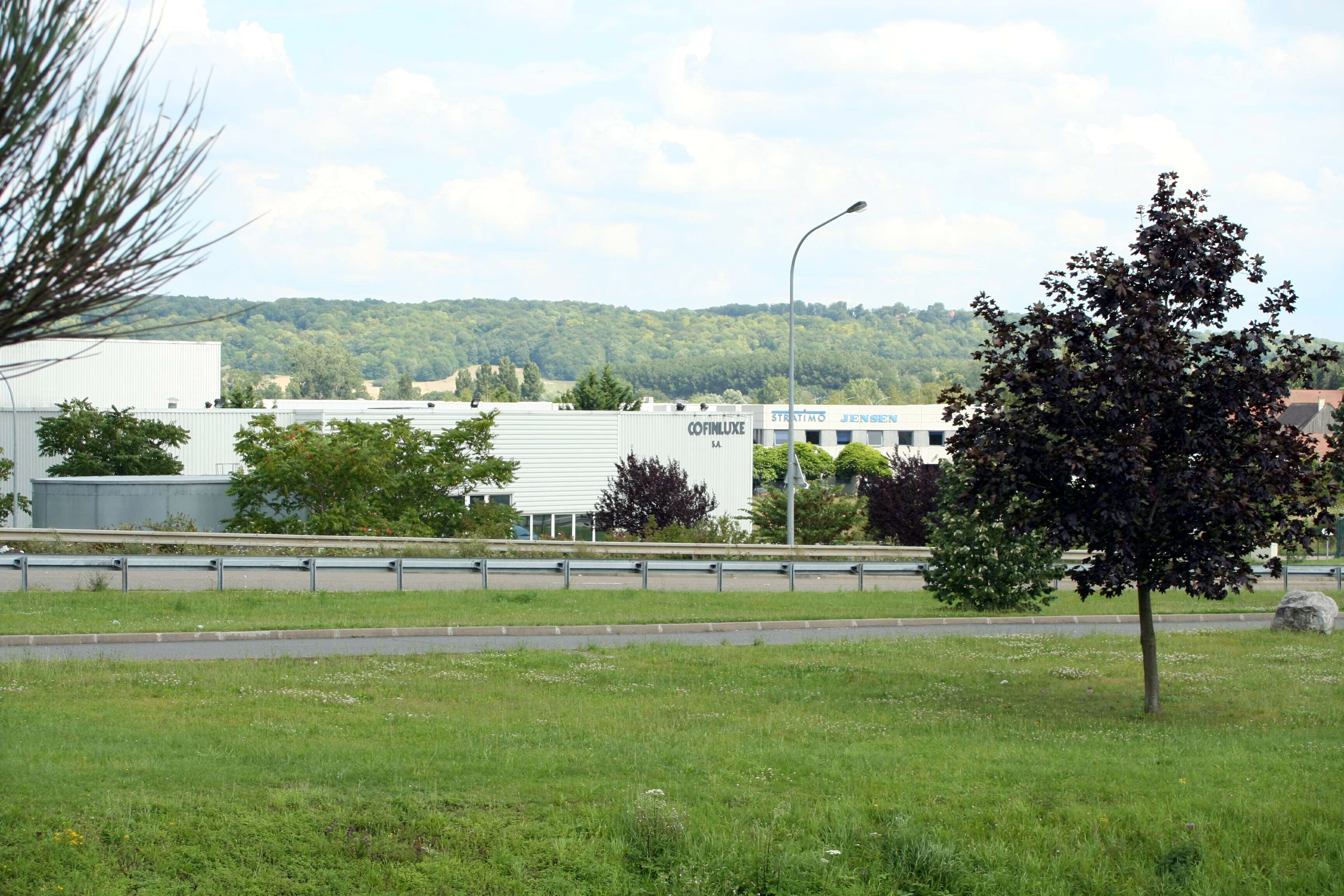
Parc d'activité de la Couronne des Prés.

Bien qu'elle occupe environ 60 % du territoire communal, l'agriculture est devenue une activité marginale représentant moins de 1 % des emplois (12 emplois au recensement de 1999). Elle est présente avec de grandes cultures céréalières et l'arboriculture sur le plateau et du maraîchage dans la vallée de la Seine. Il subsiste sept exploitations agricoles (242 ha de terres labourables) contre quinze en 1988.
La commune possède plusieurs zones d'activités qui accueillent diverses entreprises, notamment des entrepôts. Il s'agit de la zone industrielle de la Couronne des prés située entre la route départementale 113 et les voies ferrées, et de la zone d'activité des Beurrons, au lieu-dit le Poteau d'Épône, qui est quasi exclusivement une zone commerciale. Quelques entreprises sont implantées plus anciennement dans le quartier de la gare.
Épône accueille une maison des Compagnons du Devoir, installée depuis 1969 dans le moulin Saint-Christophe (route départementale 113), qui forme des apprentis dans différents métiers manuels. À côté se trouve une entreprise de carrosserie industrielle de poids lourds, les « Ateliers Sainte-Catherine ». Devenue ASCA Carrossier Constructeur, sous le statut de SCOP, c'est la première entreprise d'Épône avec 200 salariés.
Le commerce de proximité est encore présent dans la commune, mais a fortement décliné au cours des dernières décennies du fait du développement de la grande distribution (quatre hypermarchés dans un rayon de douze kilomètres). Le bourg offre cependant les commerces de proximité essentiels tels que boulangeries, épicerie, pharmacies, bar-tabacs, journaux, salons de coiffure, agence bancaire, complété par deux supermarchés (dont un sur Mézières en limite de commune, dans le quartier de la gare).
Il existe également une petite activité touristique : cinq restaurants, quatre hôtels (notamment à proximité de l'échangeur autoroutier), un terrain de camping au lieu-dit Canada dans le sud de la commune.
La fonction résidentielle de la commune est sans doute la plus importante sur le plan économique. Bien que peu de logements neufs soient construits, la période des grands lotissements semblant révolue, le marché immobilier est très actif et les prix augmentent régulièrement. Cela s'explique par la relative proximité de Paris et la présence de bonnes communications avec la capitale, ainsi que par le cadre de vie préservé. Ainsi le prix moyen d'une maison individuelle évoluait en 2005 entre 250000 et 300 000 euros.

### Emploi

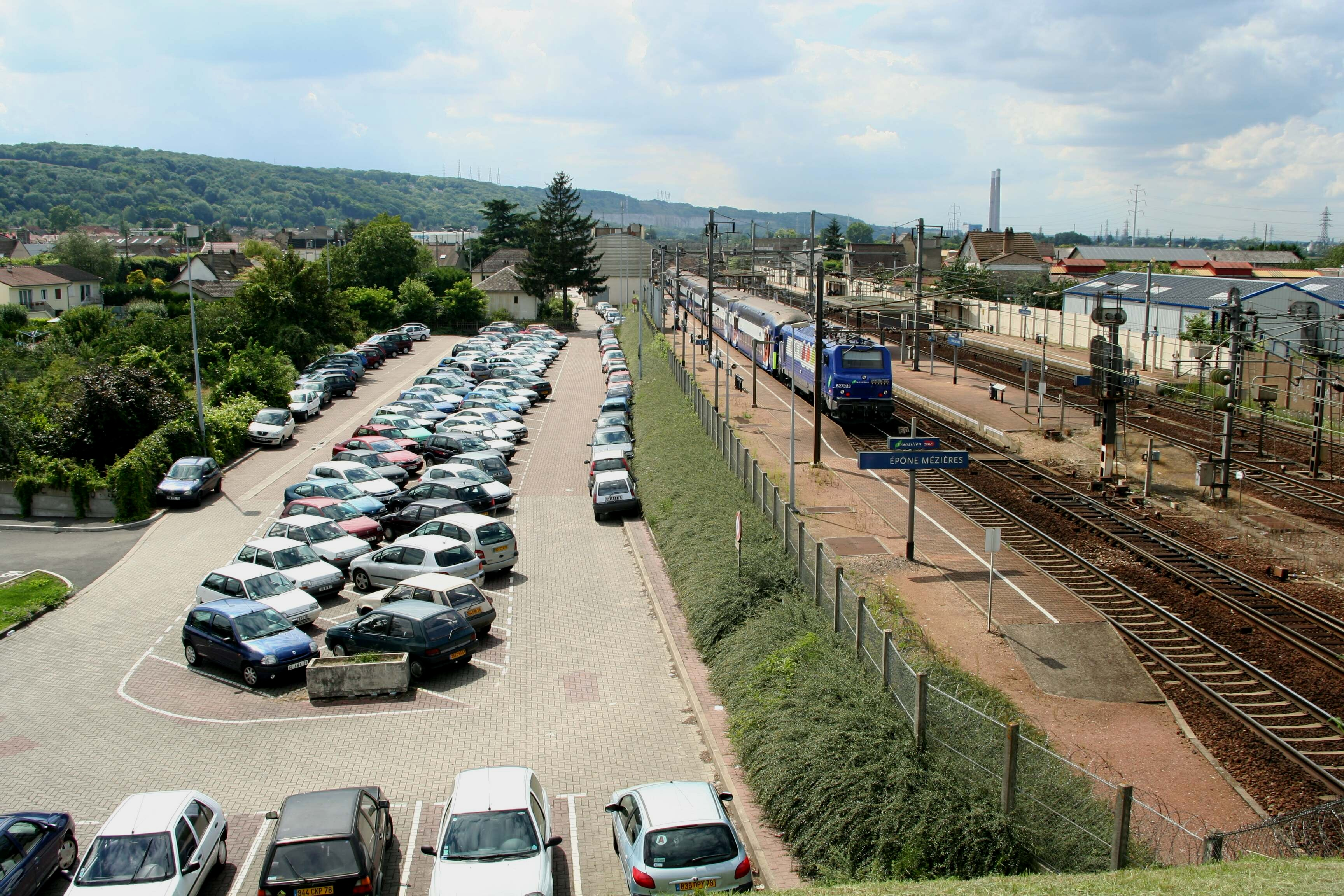
Stationnement à la gare. Plus de 17 % des Épônois se rendent à leur travail par les transports en commun.

En 1999, la commune comptait 1985 emplois principalement dans le secteur tertiaire (commerce 18,5 %, hors commerce 50,2 %), toutefois seule une minorité d'Épônois, 414 emplois pour 2855 actifs (soit 14,5 %), travaillaient dans la commune. Ce chiffre a diminué de 28 % entre 1990 et 1999. Le taux de chômage s'élevait à 8,8 % en 1999 (soit 277 personnes), chiffre inférieur à la moyenne nationale : 12,9 % en 1999). Le revenu moyen par ménage s'élevait à environ 21 155 € par an (moyenne nationale : 15 027 € par an).
La structure de la population active d'Épône se rapproche de la moyenne régionale pour les professions intermédiaires et les employés (respectivement 26,4 et 28,1 % à Épône contre 25,6 et 29,5 en région) mais compte plus d'ouvriers (23,3 contre 16,5 %) et moins de cadres (18,6 contre 22,8 %), plus cependant que la moyenne nationale qui est de 13,1 %).
La proportion d'Épônois ayant suivi des études intermédiaires (BEPC, CAP) est supérieure à la moyenne nationale (respectivement 7,8 et 24,6 % à Épône contre 6,5 et 20,5 % en moyenne nationale) tandis que ceux ayant le baccalauréat ou des diplômes supérieurs représentent 25,7 % contre 30 % au niveau national.

## Culture locale et patrimoine

### Lieux et monuments

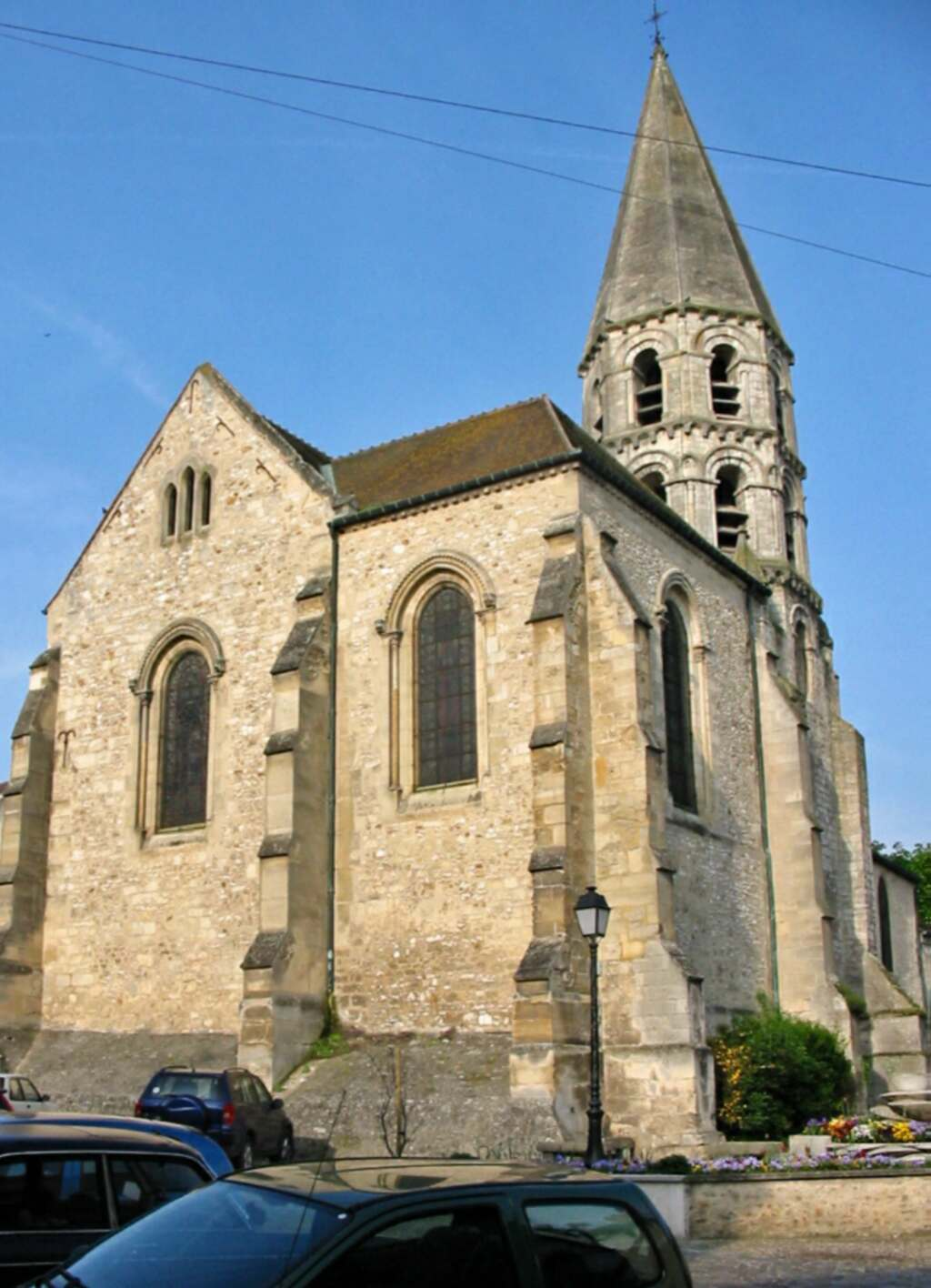
Église Saint-Béat.

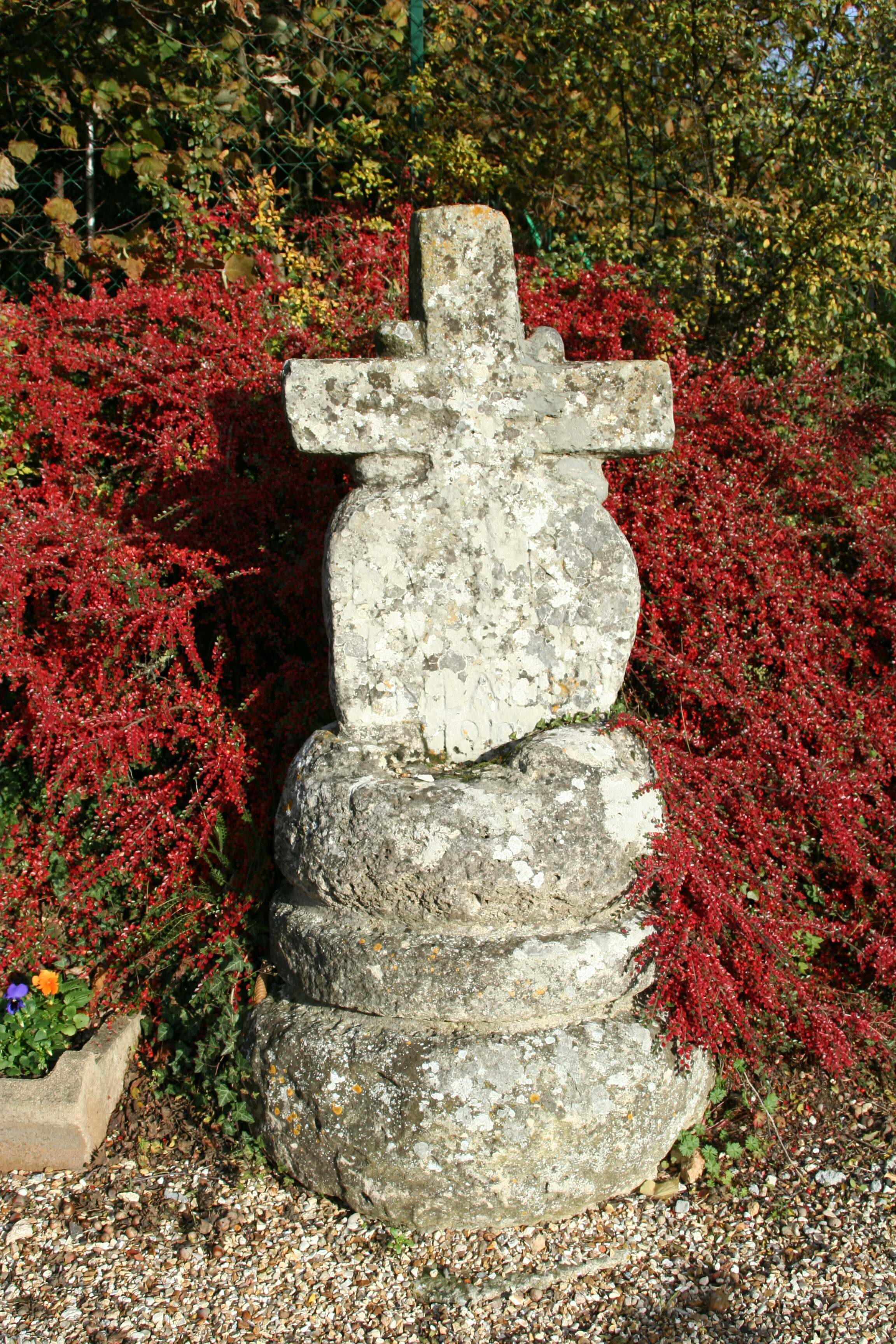
Croix Saint-Aubin.

- L'allée couverte de la Justice : ce monument mégalithique que l'on peut voir avenue Foch à Élisabethville, est une sépulture collective classée monument historique en 1887[107].

- L'église Saint-Béat[108] : située au centre du village, cette église de style roman est dotée d'un clocher-tour octogonal, surmonté d'une flèche de pierre. Intérieurement, la nef est lambrissée en forme de carène renversée. L'église aurait été dédiée à saint Béat en l'an 982 et est mentionnée dans une donation faite au chapitre de Notre-Dame de Paris en 984. Elle a été fortement restaurée entre 1865 et 1871, en partie reconstruite, notamment la flèche déposée pierre à pierre et remontée. L'intérieur a été restauré en 2003-2004. La porte sous le porche et le clocher ont été classés en 1909 et l'église en 1988. Selon la tradition, la flèche de pierre aurait été édifiée, comme seize autres clochers du Vexin et du Pincerais, par Agnès de Montfort, épouse de Galéran II de Meulan[109].

Dans le clocher, se trouvent trois cloches de bronze, dont la « Béate » fondue sur place en 1597 et, seule rescapée des destructions de la période révolutionnaire, classée en 1905. Deux autres cloches, « Adolphine Emma Alphonsine » et « Alphonsine Adolphine Emma », ont été installées le 11 août 1901, offertes par le maire et le propriétaire du château de l'époque.
L'église renferme les dalles funéraires en pierre de Jacques Thibault l'Aîné, datant de 1544, et de Jacques Thibault le Jeune, datant de 1545. Ces dalles font partie de l'inventaire des monuments historiques depuis 1905.

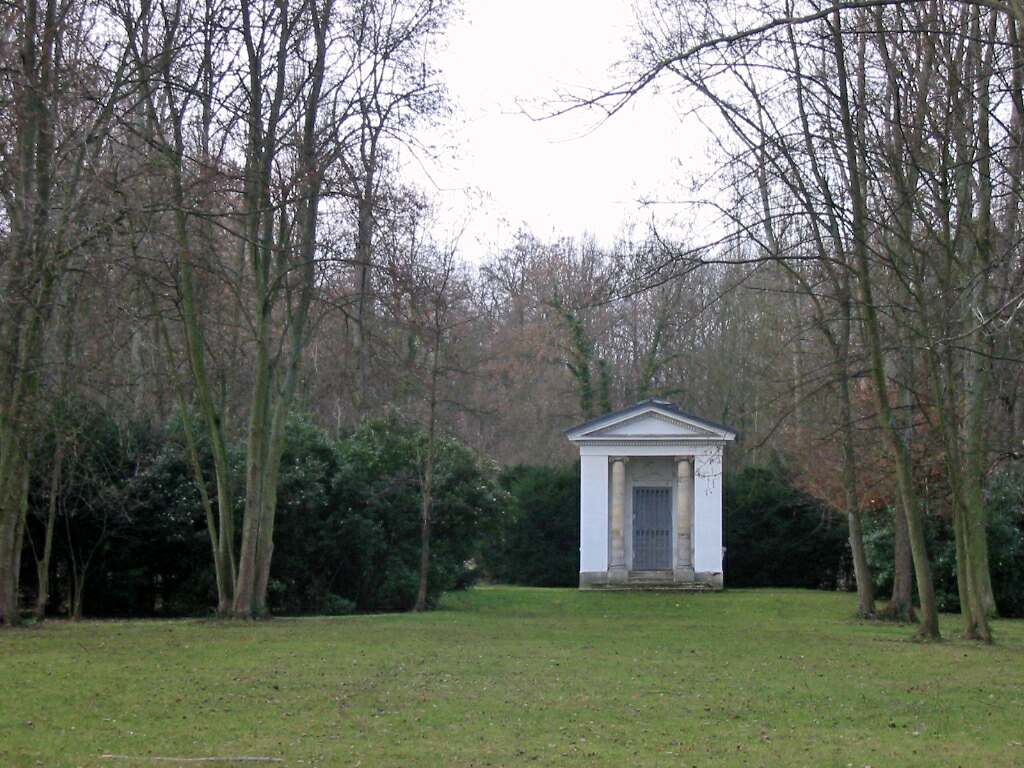
Le temple de l'Amitié.

- Le temple de l'Amitié, appelé parfois temple de David[112] : ce petit pavillon néo-classique, de proportions modestes mais classé monument historique par arrêté du 28 août 1947, qui trône au fond de la pelouse dans le parc du château, est une de ces fabriques comme il était d'usage d'en peupler les parcs à l'époque romantique. Il date de la fin du XVIIIe siècle et serait le plus ancien temple maçonnique subsistant en France[113]. Le plan en aurait été établi par le peintre Louis David.

- La croix Saint-Aubin, située au bord du CD 130 près de la Villeneuve, croix discoïdale monolithe qui portait un christ naïf grossièrement sculpté, effacé ces dernières années par suite de vandalisme, pourrait être un ancien menhir christianisé[114].
- Monument aux morts.

### Personnalités liées à la commune

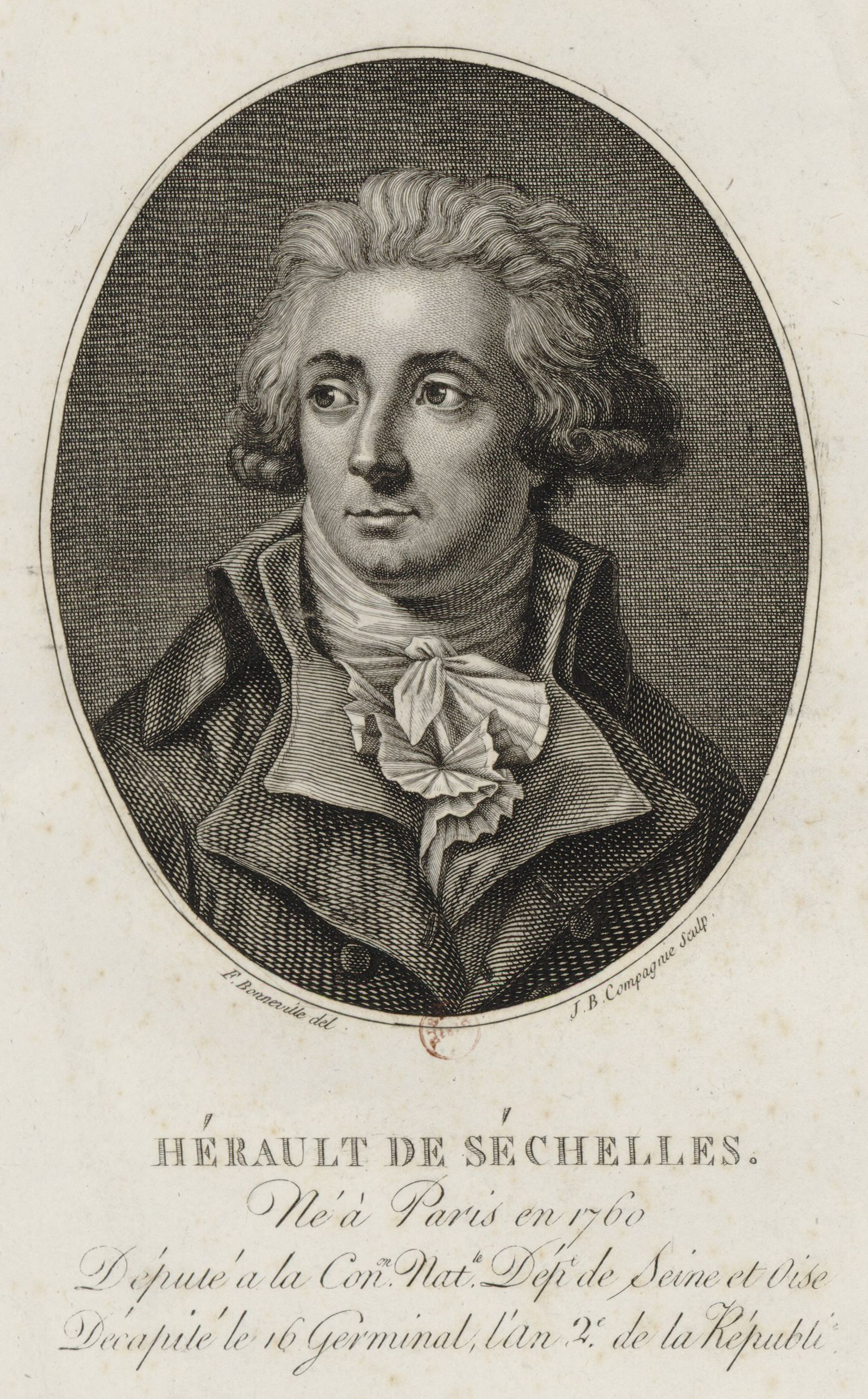
Marie-Jean Hérault de Séchelles

- Hérault de Séchelles (1759-1794), ancien seigneur d'Épône, député de Seine-et-Oise à la Convention nationale, guillotiné en 1794 ; on lui doit notamment un manifeste intitulé « Théorie de l'ambition, codicille politique pratique d’un jeune habitant d’Épône » ;
- Madeleine Vernet (1878-1949), éducatrice, écrivaine et militante pacifiste, installa à Épône en 1908 un orphelinat, l'« Avenir social »[115] ;
- Max Brusset (1909-1992), homme politique (maire de Royan) et administrateur de sociétés, a acquis après la Seconde Guerre mondiale le domaine du château d'Épône, dont il a fait réaménager les communs ;
- Daniel Bricon (1928-2004), instituteur et historien, auteur d'une histoire d'Épône (voir Bibliographie) parue en 1982, fut aussi le fondateur et l'animateur du Centre de recherches archéologiques de la région mantaise (CRARM)[116] ;
- Dominique de Roux (1935-1977), écrivain, journaliste et éditeur, a travaillé au château d'Épône propriété de son beau-père, Max Brusset[42] ;
- Pierre Amouroux (1937-2009), conseiller général des Yvelines de 1979 à 2009, maire d'Épône de 1977 à 2004, député[117] des Yvelines de 2004 à 2007.

### Articles connexes

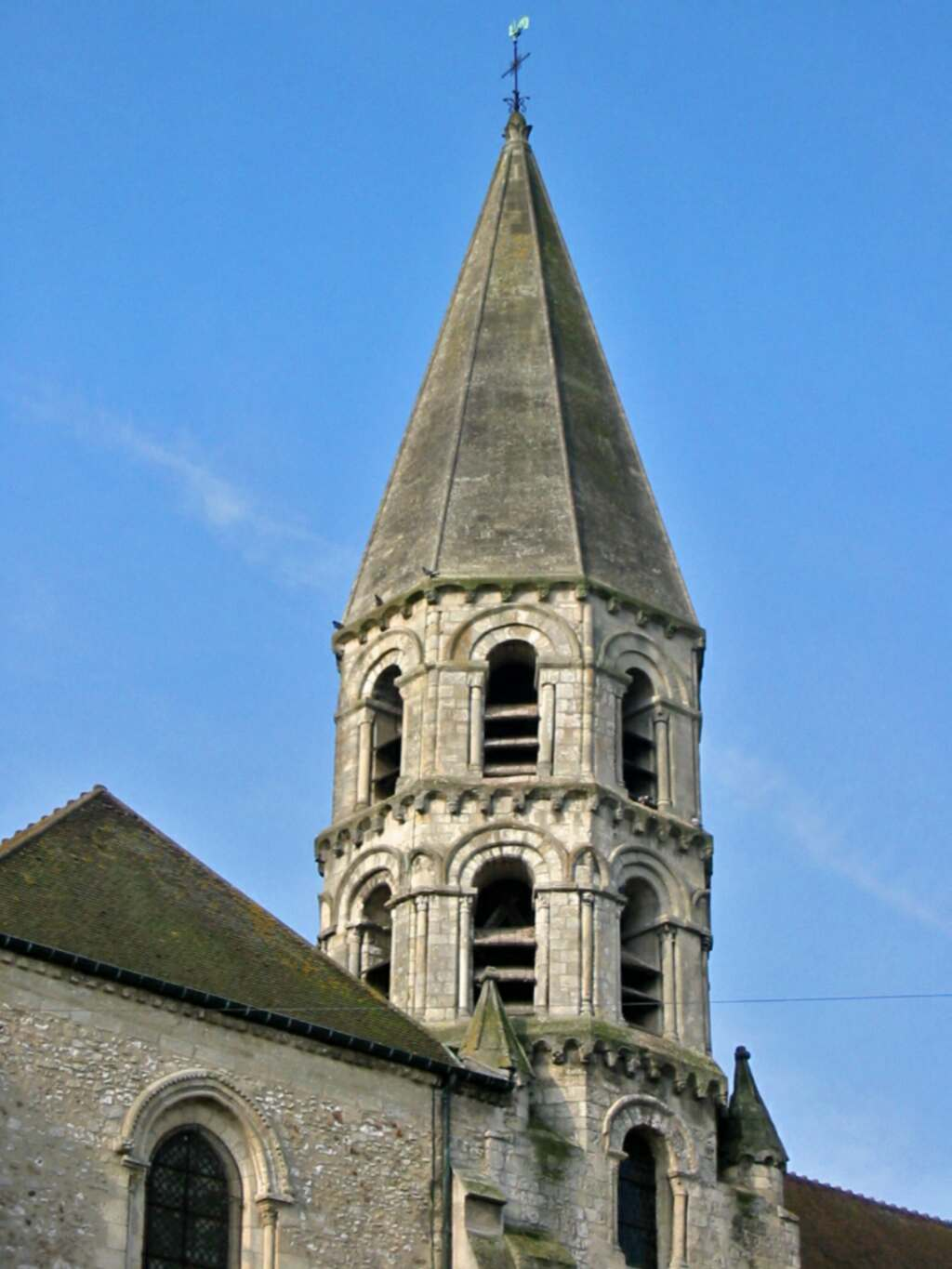
Clocher roman.

### Héraldique
| Blason de Épône | Blason  | Parti, au premier d'or à une tour d'argent surmontée d'une fleur de lys du même, au second d'azur à une médaille de la Sainte Vierge portant l'Enfant Jésus aussi d'argent.                              |
| Blason de Épône | Détails | Elles rappellent que la ville était sous l'Ancien régime sous la double tutelle du chapitre des chanoines de Notre-Dame de Paris et du châtelain local. Le statut officiel du blason reste à déterminer. |

## Pour approfondir